# Ornans
Cet article possède des paronymes, voir Orchamps, Orsans et Ounans.
Ne doit pas être confondu avec Onans.
Ornans [ɔʁnɑ̃] est une commune française située dans le département du Doubs, en Franche-Comté, dans la région administrative Bourgogne-Franche-Comté. Elle est le chef-lieu du canton d'Ornans et le siège de la communauté de communes Loue-Lison. Au dernier recensement de 2018, elle comptait 4 456 habitants appelés Ornanais. La commune nouvelle créée le 1er janvier 2016 est issue de la fusion de deux communes : l'ancienne commune d'Ornans et Bonnevaux-le-Prieuré.
Ornans est un centre culturel et touristique situé au cœur du premier plateau du massif du Jura, dans la vallée de la Loue. La ville offre aux touristes une large gamme d'activités en plein air grâce à la présence de la rivière et des falaises environnantes, permettant la pratique des sports en eaux vives, de la pêche, de la randonnée, de l'escalade et du cyclisme. Ville natale du peintre Gustave Courbet à qui elle a inspiré de nombreux tableaux dont le célèbre Un enterrement à Ornans, elle abrite un musée consacré à l'homme et à ses œuvres qui accueille des dizaines de milliers de visiteurs chaque année. La ville bénéficie également d'un patrimoine riche avec douze monuments historiques inscrits ou classés, de nombreux hôtels particuliers et ses maisons dont les façades baignées par la rivière lui valent le surnom de « petite Venise comtoise ».
La ville d'Ornans est également un pôle économique d'importance régionale, notamment du fait de la présence d'un site industriel du groupe Alstom Transport spécialisé dans la construction de moteurs pour le transport ferroviaire (dont le TGV) et les bus de ville et de l'entreprise Guillin Emballages.

## Géographie

### Situation
La commune d'Ornans est située en Franche-Comté, au centre du département du Doubs, à 17,9 kilomètres à vol d'oiseau au sud-est de Besançon, et à 27,5 kilomètres à vol d'oiseau au nord-ouest de Pontarlier.

### Communes limitrophes
|                                      | Tarcenay-Foucherans       | Étalans (Charbonnières-les-Sapins) |
| Scey-Maisières Chassagne-Saint-Denis | Ornans                    | Saules                             |
| Flagey                               | Silley-Amancey, Chantrans | Montgesoye                         |

### Géologie, relief et hydrographie
Ornans se trouve au centre d'un plateau du massif du Jura auquel il a donné son nom, le plateau d'Ornans. Un mince faisceau, le pli-faille de Mamirolle, sépare en deux ce plateau : le sous-plateau de Saône-Bouclans (400 à 550 m) et celui d'Ornans-Vercel-Sancey (500 à 947 m).
Le plateau d'Ornans est un plateau calcaire de moyenne montagne de type karstique couvrant 1 200 km2. L'altitude minimale de la commune est de 323 mètres à l'endroit où la Loue quitte le territoire communal et l'altitude maximale est de 635 mètres à la limite sud-est de la commune. Le principal cours d'eau qui traverse la commune est la Loue, rivière de 122,2 km qui a creusé la vallée au fond de laquelle se trouve la ville. De multiples cours d'eau s'écoulent sur le territoire communal des hauteurs du plateau vers le fond de la vallée pour se jeter dans la Loue : d'amont en aval, il s'agit du ruisseau de Cornebouche  (5,3 km) ; le Ruisseau de l'Eugney (5,2 km) et ses deux affluents que sont le ruisseau de Vau Narbey (3 km) et le ruisseau de Nuet (3,4 km) ; le ruisseau de Désillot (2,1 km) ; le ruisseau de Bonneille (9,6 km) et son affluent le ruisseau de Bonnecreau (2,2 km).

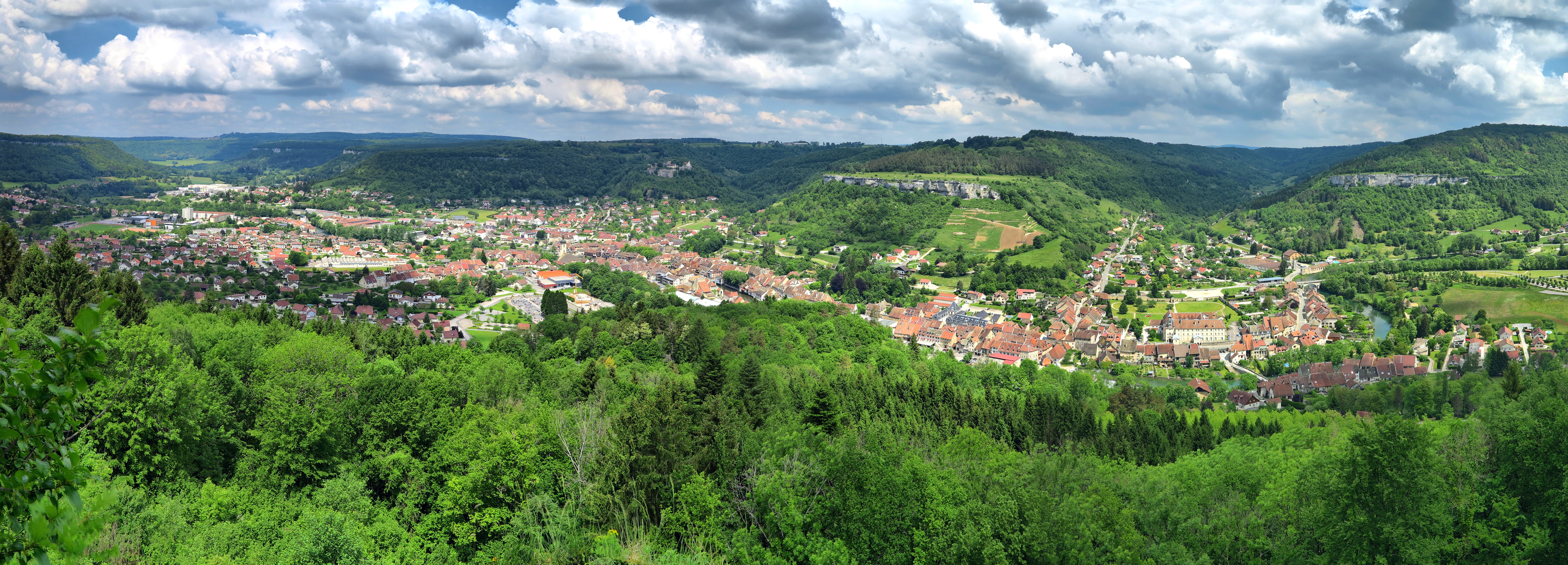
Vue générale de la ville depuis le rocher d'Ully

### Climat
Pour des articles plus généraux, voir Climat de la Bourgogne-Franche-Comté et Climat du Doubs.
En 2010, le climat de la commune est de type climat de montagne, selon une étude du Centre national de la recherche scientifique s'appuyant sur une série de données couvrant la période 1971-2000. En 2020, Météo-France publie une typologie des climats de la France métropolitaine dans laquelle la commune est exposée à un climat semi-continental et est dans la région climatique Jura, caractérisée par une forte pluviométrie en toutes saisons (1 000 à 1 500 mm/an), des hivers rigoureux et un ensoleillement médiocre.
Pour la période 1971-2000, la température annuelle moyenne est de 10,2 °C, avec une amplitude thermique annuelle de 17,3 °C. Le cumul annuel moyen de précipitations est de 1 255 mm, avec 13 jours de précipitations en janvier et 10,1 jours en juillet. Pour la période 1991-2020, la température moyenne annuelle observée sur la station météorologique de Météo-France la plus proche, « Coulans », sur la commune d'Éternoz à 14 km à vol d'oiseau, est de 10,5 °C et le cumul annuel moyen de précipitations est de 1 259,2 mm. 
La température maximale relevée sur cette station est de 38,7 °C, atteinte le 24 août 2023 ; la température minimale est de −18,9 °C, atteinte le 20 décembre 2009,,.
Les paramètres climatiques de la commune ont été estimés pour le milieu du siècle (2041-2070) selon différents scénarios d'émission de gaz à effet de serre à partir des nouvelles projections climatiques de référence DRIAS-2020. Ils sont consultables sur un site dédié publié par Météo-France en novembre 2022.

### Voies de communications et transports

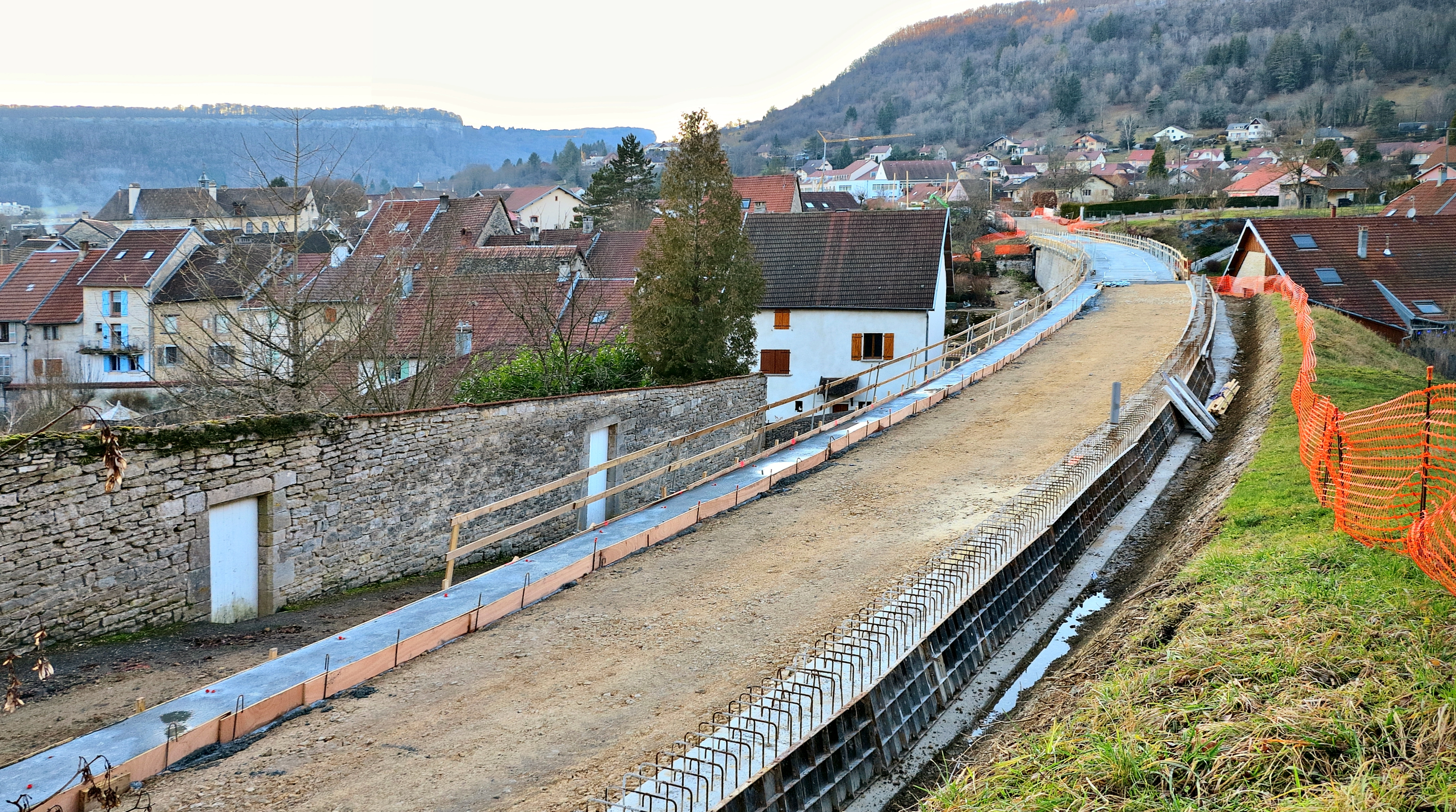
Nouvelle voie urbaine en construction en 12/2016.

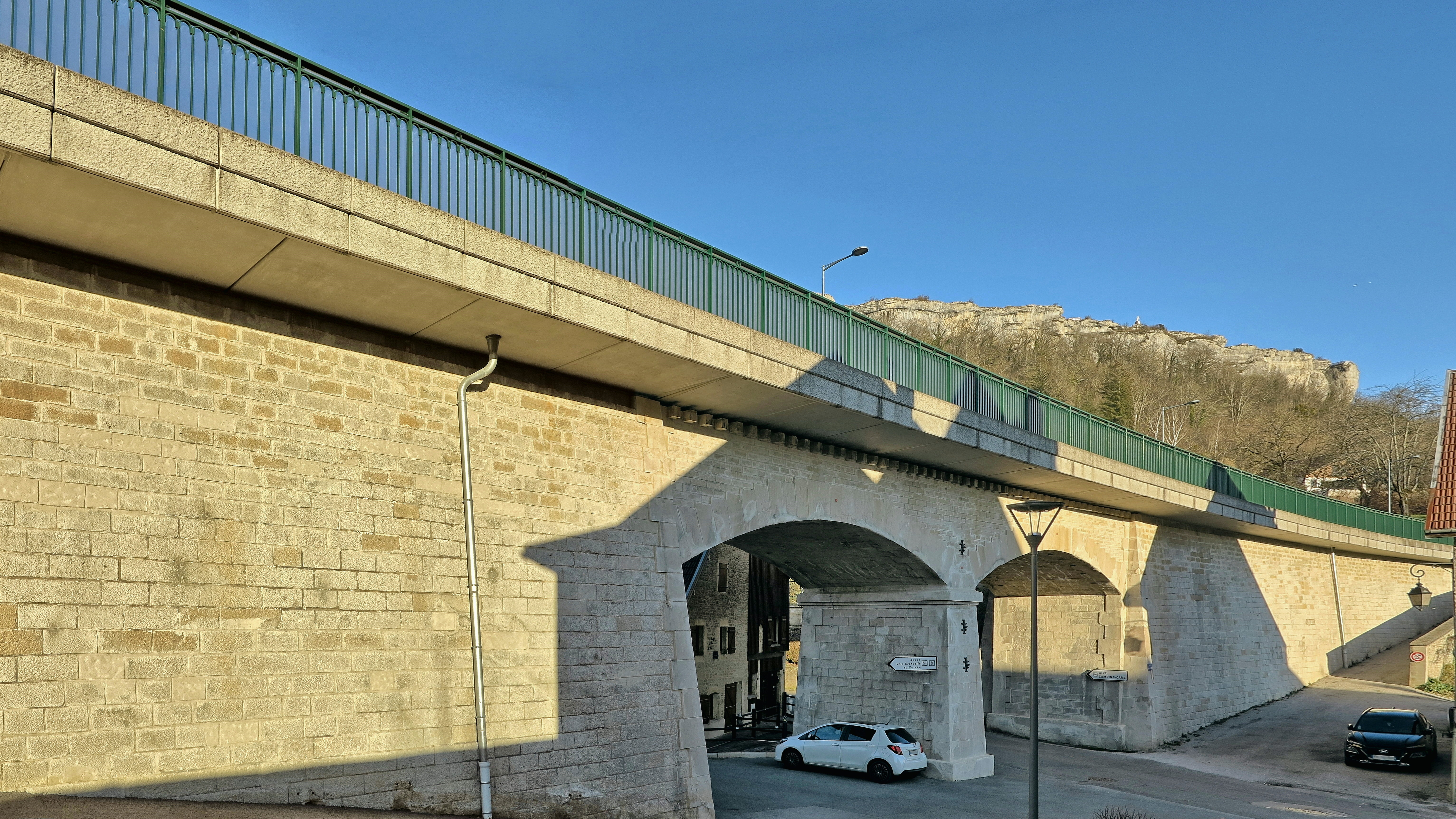
L'ancien viaduc de Mambouc réaménagé en voie urbaine en 01/2025.

La ville d'Ornans est desservie par un axe routier principal, la route départementale 67, ancienne route nationale déclassée en 1973 au profit de la route nationale 57 qui rejoint depuis lors Besançon à la Suisse via Pontarlier en évitant le tracé sinueux de la vallée de la Loue. Le trajet par la route entre le centre d'Ornans et l'entrée de Besançon est long de 23 kilomètres et s'effectue en 23 minutes. Les accès autoroutiers les plus proches sont les sorties  3 et  4 de l'A36, situées toutes deux à environ 35 kilomètres au nord-ouest d'Ornans.
Depuis le 30 novembre 2017, afin de désengorger le centre-ville, une nouvelle voie urbaine de 1,3 km sur 6 mètres de large a été aménagée sur la plateforme de l'ancienne ligne de L'Hôpital-du-Grosbois à Lods en réhabilitant et élargissant le viaduc de Mambouc. Elle constitue désormais la RD 67 prioritaire sur toute sa longueur.
Un service régulier de bus, la ligne Mobidoubs A, assure plusieurs fois par jour la liaison entre les gares de Besançon et Pontarlier via Ornans. De 1888 à 1932, la commune était desservie par des trains voyageurs puis uniquement par des trains de marchandises jusqu'en 1988, utilisant un embranchement de la ligne de chemin de fer Besançon - Le Locle. Actuellement, les gares les plus proches sont celles d'Étalans (à 14 km par la route), de L'Hôpital-du-Grosbois (à 15 km) et de Saône (à 16 km).
L'aéroport le plus proche est celui de Dole-Jura (80 km par la route) tandis que les aéroports internationaux situés dans  un rayon de 200 kilomètres sont l'aéroport de Genève (150 km) et l'aéroport de Bâle-Mulhouse (170 km).

## Urbanisme

### Typologie
Au 1er janvier 2024, Ornans est catégorisée bourg rural, selon la nouvelle grille communale de densité à 7 niveaux définie par l'Insee en 2022.
Elle appartient à l'unité urbaine d'Ornans, une unité urbaine monocommunale constituant une ville isolée,. Par ailleurs la commune fait partie de l'aire d'attraction de Besançon, dont elle est une commune de la couronne,. Cette aire, qui regroupe 310 communes, est catégorisée dans les aires de 200 000 à moins de 700 000 habitants,.

## Toponymie
Le nom de la localité est attesté sous les formes Ornens en 1092, Ornanco en 1211, Ornans en 1246, Hournan en 1303, Hournens en 1330 et Ournans en 1462. 
L'origine de la terminaison -ans a été établie par les toponymistes depuis les travaux d'Auguste Longnon, c'est pourquoi pour Albert Dauzat la terminaison -ans, jadis -ens, représente l'évolution locale du suffixe germanique -ing. Ce suffixe est par ailleurs fréquent en Franche-Comté par opposition avec la Bourgogne voisine. D'ailleurs Dauzat explique aussi Onans (Ornans 1134) de la même manière. Il cite les travaux de Théophile Perrenot sur la toponymie burgonde. Pour expliquer le premier élément, il suit l'hypothèse de Perrenot qui propose le nom de personne germanique Aur-win. Ernest Nègre quant-à-lui suggère le même type de formation avec le suffixe -ing, qu'il latinise en -ingos pour expliquer le -s final, précédé du nom de personne germanique Orranus cité par Marie-Thérèse Morlet.

## Histoire

### La maison de Châlon

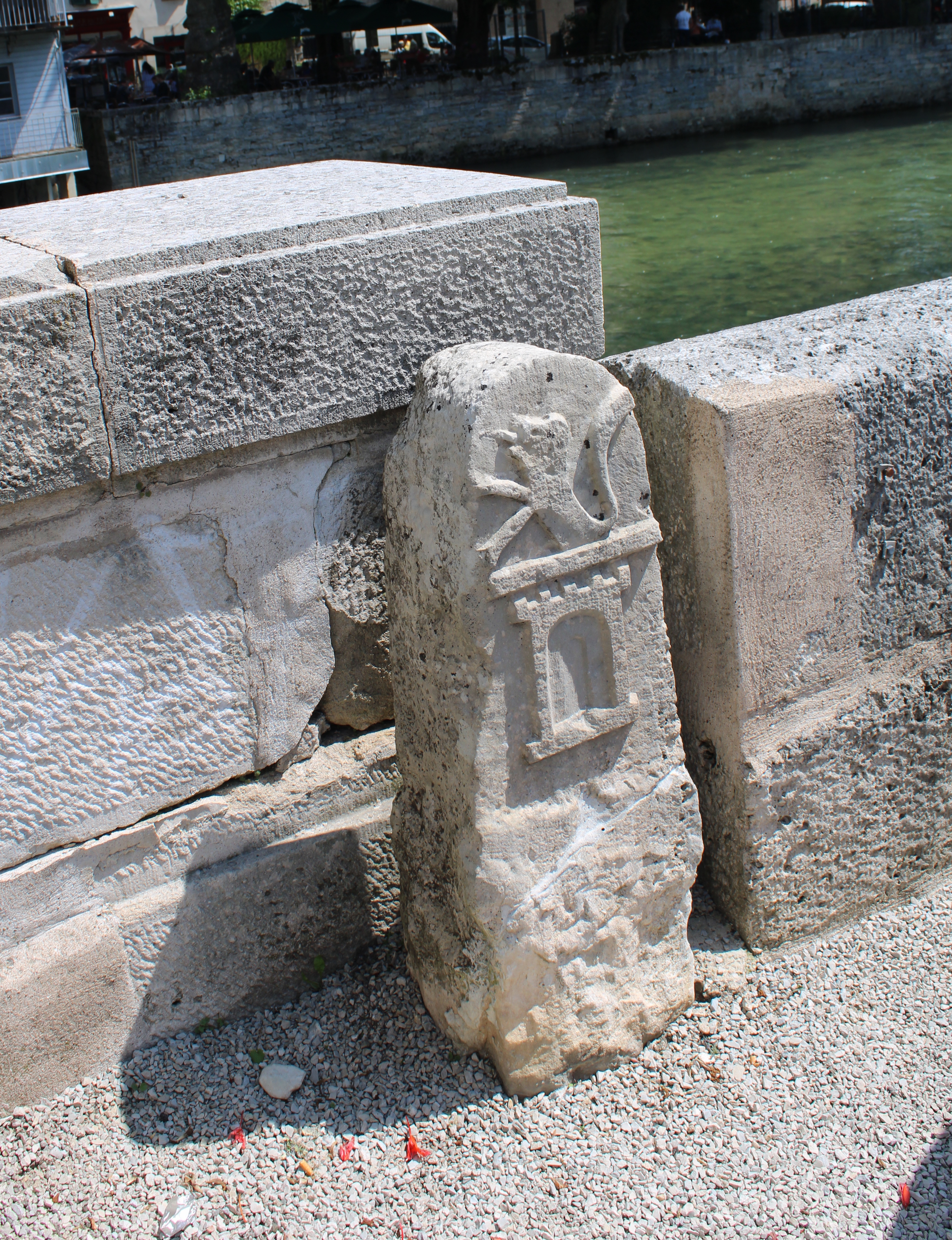
Borne d'octroi à l'entrée du Grand Pont.

En 1151, le nom d'Ornans apparaît pour la première fois sur une charte, sous la forme Honnans et Hounans, sur la Loue. C'était une ville importante du comté de Warasch que le roi des Burgondes Sigismond compta dans sa donation au monastère d'Agaune en 515. Possession des ducs de Bourgogne elle passa dans la maison de Chalon en 1237 qui remettait aux habitants leurs lettres de franchise et une charte de commune en 1254.
En 1576 Philippe II d'Espagne, en qualité de comte de Bourgogne, leur octroyait un conseil de ville avec juridiction de mairie sur la demande du cardinal Antoine Perrenot de Granvelle ; c'est ainsi que la ville élisait deux échevins, six jurés et cinq notables pour l'administration de ses biens. La prévôté d'Ornans comptait alors quatre prieurés, trente sept cures et cent vingt deux villages si bien que le prévôt tenait le neuvième rang aux états de la province et avait le droit de juger les étrangers résidant à Besançon de même que les habitants de cette ville dans le cas où ils se déclaraient « hommes du comté » ceci pour échapper à leurs juges habituels.

### Révolte des seigneurs comtois (1295-1300)
À la fin du XIIIe siècle siècle, Ornans fut touchée par la révolte des seigneurs comtois, menée par Othon IV de Bourgogne contre Philippe IV le Bel, à la suite de la convention de Vincennes (1295). Cette révolte, visant à préserver l’autonomie du comté de Bourgogne, entraîna des destructions, notamment celle de l’église romane du XIIe siècle siècle, remplacée au XVIe siècle siècle par l’église Saint-Laurent grâce à Nicolas Perrenot de Granvelle.

### Les écorcheurs et la guerre de Dix ans

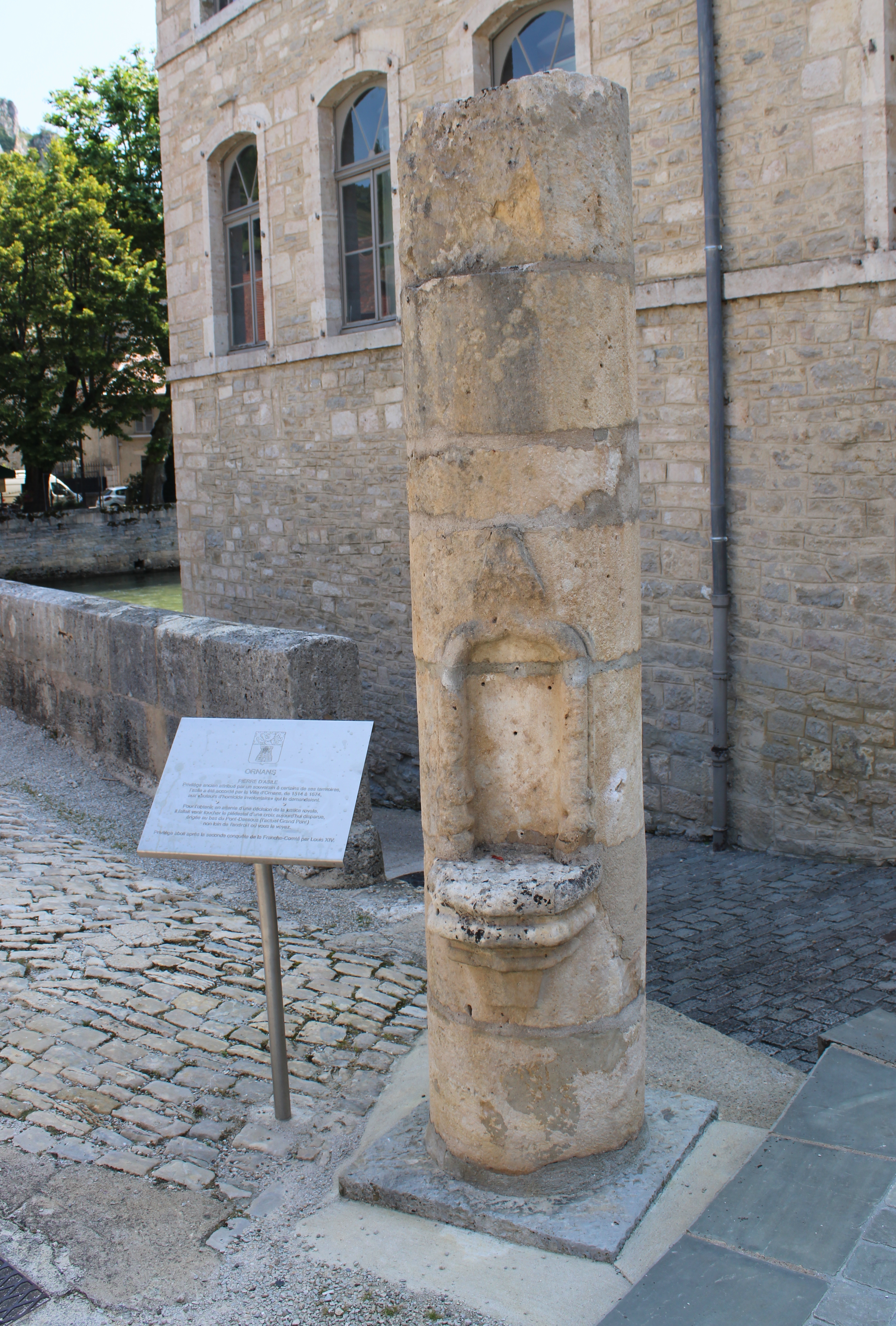
La pierre d'asile (XVIè - XVIIè).

La ville devait subir plusieurs destructions au cours des siècles. Après la guerre entre Philippe le Bel et les barons comtois en 1300 Ornans voyait fondre sur elle les écorcheurs vers le milieu du XIVe siècle. Après la mort de Charles le Téméraire ce sont les Français qui rançonnaient la ville et la dévastèrent.
Pendant la guerre de dix ans, Weimar, furieux d'avoir échoué à plusieurs reprises devant Ornans et Sainte-Anne mettait toute la prévôté à feu et à sang : « Nous voyons de jour, dit Girardot de Beauchemin, la fumée en beaucoup d'endroits, et de nuit, la lueur de plusieurs centaines de villages et habitations isolées, brûlant à la fois et répandant autant de clarté que le soleil » ; à la même époque sévissait la peste qui poussa les habitants à se réfugier dans les bois alentour. En 1668, lors de la conquête française de Louis XIV, Ornans se rendait de même que Sainte-Anne.

### Conquête française de Louis XIV (1668-1678)
En 1668, lors de la première conquête de la Franche-Comté par Louis XIV, Ornans se rendit aux côtés de Sainte-Anne. Le rattachement définitif à la France, acté par le traité de Nimègue en 1678, transforma l’administration de la prévôté. Ce passage sous l’autorité française favorisa, au XVIIIe siècle siècle, des travaux d’embellissement, comme le pavage des rues (1735) et la construction de l’Hôtel de Ville (1739).

### La Petite Vendée comtoise (1793)
En 1793, alors qu’Ornans était chef-lieu de district (1790-1795), la commune fut touchée par la « Petite Vendée », une insurrection populaire et catholique contre les mesures de la Révolution française. Cette révolte, marquée par l’opposition aux réformes laïques et à la levée en masse, refléta les tensions dans la Franche-Comté rurale.

### Essor industriel auXIXesièclesiècle
Dès le XIXe siècle siècle, Ornans devint un centre industriel grâce à la Loue, alimentant tanneries, forges, et fabriques de clous. Cet essor s’amplifia au XXe siècle siècle avec des entreprises comme Guillin Emballages et Alstom Transport, spécialisé dans les moteurs pour le TGV. En 2022, la commune comptait dix entreprises de plus de 20 salariés, dont trois employaient plus de 750 personnes.

### L'affaire des 280 otages
Le 24 août 1944, en pleine débâcle allemande, le lieutenant FFI Paillot réussit à capturer dans une embuscade, toute une section d'une compagnie ukraino-polonaise et les dix soldats allemands qui les dirigeaient. Cette opération est menée par les maquis Nord-Jura et Doubs. Le 26 août 1944, le général allemand Von Felbert (Generalmajor), commandant  la place de Besançon, ordonne l'arrestation et l'exécution de 280 otages ornanais enfermés à l'hôtel de Sagey, et alors que la population d'Ornans devait évacuer la ville, ainsi que le pillage et l'incendie de la ville si les prisonniers ne sont pas libérés par la Résistance. Finalement après d'âpres négociations, les otages sont tous libérés. Les soldats ukrainiens et polonais s'étant portés déserteurs, rejoignent le maquis, seuls les dix soldats allemands resteront donc prisonniers des Partisans. Quelques jours plus tard, la ville est définitivement libérée par les unités Françaises de la 1re Armée aux ordres du général de Lattre de Tassigny, qui entrent, le 4 septembre dans la ville abandonnée à la hâte, par les Allemands.
À partir du 1er octobre 1944, la ville est occupée par les chasseurs du G.M.A. Suisse. Jusqu'au 26 novembre, les troupes du 1er B.C.P. et du 4ème B.C.P. cantonnent dans la ville, les officiers sont logés dans des hôtels. L'ambiance est très bonne et les citoyens d'Ornans sont heureux de voir des troupes françaises composées d'Alsaciens après quatre années d'occupation.

## Politique et administration

### Découpage territorial
Sur le plan administratif, la commune est rattachée à l'arrondissement de Besançon, au département du Doubs et à la région Bourgogne-Franche-Comté.
Sur le plan électoral, la commune dépend du canton d'Ornans conservé et agrandi lors du redécoupage cantonal de 2014 pour l'élection des conseillers départementaux et de la deuxième circonscription du Doubs pour les élections législatives.
La commune est le siège de la communauté de communes Loue-Lison, un établissement public de coopération intercommunale (EPCI) à fiscalité propre créé en 2017 et regroupant 72 communes.

### Administration municipale
Le nombre d'habitants au dernier recensement étant compris entre 3 500 et 4 999, le nombre de membres du conseil municipal est de 27. La maire est secondée par six adjoints. La maire actuelle de la commune est Isabelle Guillaume, née en 1968, élue pour la première fois le 18 mai 2020.
| Tête de liste | Tête de liste      | Liste                           | Premier tour | Premier tour | Second tour | Second tour | Élus | Élus |
| Tête de liste | Tête de liste      | Liste                           | Voix         | %            | Voix        | %           | CM   | CC   |
| ------------- | ------------------ | ------------------------------- | ------------ | ------------ | ----------- | ----------- | ---- | ---- |
|               | Isabelle Guillaume | Ensemble pour l'avenir d'Ornans | 1140         | 58,22        | -           | -           | 22   | 11   |
|               | Sylvain Ducret     | Fiers d'être Ornanais           | 818          | 41,77        | -           | -           | 5    | 2    |

### Tendance politique et résultats
En 2016, Jean-François Longeot, maire d'Ornans, depuis plus de 20 ans, laisse son siège de maire à Sylvain Ducret pour cause de cumul des mandats, le premier ayant été élu sénateur du Doubs. Quelques mois plus tard, des tensions naissent au sein de la majorité municipale et une vague de démission d'élus entraînera des élections anticipées en avril 2018. Cette élection verra Sylvain Ducret réélu pour deux ans avec 54 voix d'avance sur la liste d'opposition sans étiquette portée par sa tête de liste Isabelle Guillame qui obtiendra le maximum de sièges pouvant être réservés à l'opposition à savoir 7 sur 29.

### Liste des maires
| Période      | Période      | Identité              | Étiquette    | Qualité                                               |
| ------------ | ------------ | --------------------- | ------------ | ----------------------------------------------------- |
| mars 1977    | mars 1983    | Roland Courbet        | DVD          |                                                       |
| mars 1983    | mars 1989    | René Gros             | DVD          |                                                       |
| mars 1989    | juin 1995    | Marc Chapelain        | PS           | Conseiller général                                    |
| juin 1995    | janvier 2016 | Jean-François Longeot | UMP puis UDI | Sénateur (depuis 2014) Conseiller général (1998-2014) |
| janvier 2016 | mai 2020     | Sylvain Ducret        | LR           | Fonctionnaire territorial                             |
| 2020         | En cours     | Isabelle Guillame     | DVG          |                                                       |

### Finances locales
Les finances de la commune d'Ornans sont gérées par la municipalité en lien avec la Communauté de communes Loue-Lison, dont elle est le siège. En 2023, les données disponibles indiquent que la commune dispose d'un budget alimenté principalement par les impôts locaux, les dotations de l'État et les recettes issues des services communaux (cantine, centre de loisirs, etc.).

#### Impôts locaux
À Ornans, les principaux impôts locaux sont la taxe d'habitation et la taxe foncière. En 2023, la taxe d'habitation, progressivement supprimée pour les résidences principales, concernait encore certains foyers, avec un taux communal fixé Angled bracket (») fixé à 13,41 %. Environ 42 % des 2 488 foyers fiscaux de la commune étaient exonérés de cette taxe en raison de leurs revenus. La taxe foncière, appliquée à 1 353 propriétaires, repose sur des valeurs locatives cadastrales établies en 1970, avec un taux communal ajusté pour compenser leur faible actualisation. Le revenu fiscal médian des ménages ornanais s'élève à 22 440 € par an, inférieur à la moyenne départementale (22 750 €). En moyenne, les foyers fiscaux paient 1 390 € d'impôt sur le revenu, un montant inférieur à la moyenne du Doubs (1 823 €).

#### Budget communal
Le budget communal d'Ornans s'appuie sur une économie locale dynamique, portée par des entreprises comme Alstom Transport et Guillin Emballages, qui génèrent des emplois et des retombées fiscales. En 2017, les impôts locaux représentaient environ 36 % des ressources de la commune et de la Communauté de communes Loue-Lison. Les dotations de l'État, telles que la Dotation globale de fonctionnement (DGF), constituent une part significative des recettes, complétées par les revenus des équipements comme le complexe aquatique Nautiloue. La commune investit dans des projets culturels et touristiques, notamment le musée Courbet et des infrastructures sportives, pour renforcer l'attractivité de son économie.

#### Gestion et services financiers
La gestion des finances locales est assurée par la trésorerie d'Ornans, située au 7 rue Édouard-Bastide, qui gère le recouvrement des impôts, les amendes et les recettes communales (cantine, crèche, etc.). Les habitants peuvent effectuer des démarches fiscales en ligne via le site impots.gouv.fr ou directement au Service des Impôts des Particuliers (SIP) situé à Pontarlier (4 rue des Capucins). La commune encourage également l'usage de services numériques, comme le paiement des amendes via l'application « amendes.gouv ».

### Jumelages
La commune d'Ornans est engagée dans plusieurs jumelages internationaux qui favorisent les échanges culturels, éducatifs et économiques avec des villes étrangères. Ces partenariats, établis depuis plusieurs décennies, reflètent l'ouverture de la commune et son dynamisme à l'international. Ornans est jumelée avec les villes suivantes :
- Hüfingen (Bade-Wurtemberg, Allemagne) depuis 1978. Ce jumelage, initié à la suite de contacts entre associations locales, met l'accent sur des échanges scolaires et culturels, notamment à travers des festivals et des expositions artistiques inspirées par l'héritage de Gustave Courbet[51].
- La Tour-de-Peilz (Canton de Vaud, Suisse) depuis 1982. Ce partenariat, motivé par des similitudes géographiques (proximité de lacs et rivières) et culturelles, inclut des échanges de jeunes, des rencontres sportives et des projets touristiques valorisant les paysages jurassiens et alpins[52].
- Cantley (Québec, Canada) depuis 2001. Ce jumelage transatlantique met en avant des initiatives éducatives et environnementales, avec des programmes d'échange axés sur la préservation des espaces naturels et la promotion de l'art, en lien avec le patrimoine de la Loue et des rivières québécoises[53].

Ces jumelages sont coordonnés par un comité local qui organise régulièrement des événements, tels que des visites officielles, des expositions ou des ateliers, renforçant les liens entre Ornans et ses villes partenaires. Les échanges culturels s'appuient notamment sur l'héritage de Gustave Courbet, dont l'œuvre est un trait d'union artistique entre les différentes communautés.

## Population et société

### Évolution démographique
L'évolution du nombre d'habitants est connue à travers les recensements de la population effectués dans la commune depuis sa création.

En 2022, la commune comptait 4 421 habitants, en évolution de +0,82 % par rapport à 2016 (Doubs : +1,88 %, France hors Mayotte : +2,11 %).
| 2014  | 2015  | 2016  | 2017  | 2022  |
| ----- | ----- | ----- | ----- | ----- |
| 4 329 | 4 357 | 4 385 | 4 413 | 4 421 |

### Enseignement
La commune d'Ornans est rattachée à l'Académie de Besançon, qui supervise l'organisation scolaire dans le Doubs. L'offre éducative de la commune comprend des établissements publics et privés, couvrant les niveaux maternel, élémentaire et collégial, et répond aux besoins de la population locale, qui comptait 4 456 habitants en 2018.
La commune administre le groupe scolaire public Gustave Courbet, qui regroupe une école maternelle et une école élémentaire. Cet établissement accueille environ 250 élèves et propose des activités pédagogiques valorisant le patrimoine local, notamment à travers des projets artistiques inspirés de l'œuvre de Gustave Courbet. Le Département du Doubs gère, quant à lui, le collège public Pierre Vernier, qui scolarise environ 400 élèves. Ce collège propose un enseignement général avec des options telles que les langues vivantes (anglais, espagnol) et des ateliers scientifiques, en lien avec les industries locales comme Alstom Transport.
Ornans dispose également du groupe scolaire privé Sainte Marie-Saint Michel, sous contrat avec l'État, qui regroupe une école maternelle, une école élémentaire et un collège. Cet établissement, qui accueille environ 300 élèves, met l'accent sur un enseignement à dimension humaine, avec des projets éducatifs intégrant des activités culturelles et sportives, notamment en lien avec la vallée de la Loue. Le collège propose des options spécifiques, comme l'initiation à l'allemand, renforcée par le jumelage avec Hüfingen en Allemagne.

### Santé
La commune d'Ornans dispose d'une offre de soins adaptée à sa population de 4 421 habitants (recensement 2022). Les infrastructures de santé locales permettent de répondre aux besoins courants, tandis que des établissements hospitaliers régionaux prennent en charge les soins spécialisés.
Ornans abrite deux pharmacies, situées dans le centre-ville, qui fournissent des médicaments et des conseils pharmaceutiques à la population. Un laboratoire d'analyses médicales, situé à proximité de la place Gustave-Courbet, réalise des examens biologiques pour les habitants et les communes environnantes de la Communauté de communes Loue-Lison. La commune compte également plusieurs professionnels de santé, dont des médecins généralistes, des dentistes, des infirmiers et des kinésithérapeutes, installés principalement dans le quartier de la Loue. Une maison de santé pluridisciplinaire, ouverte en 2020, regroupe certains de ces praticiens pour faciliter l'accès aux soins et coordonner les parcours médicaux.
Pour les soins hospitaliers, les habitants d'Ornans se tournent vers les établissements régionaux les plus proches. Le centre hospitalier intercommunal de Haute-Comté, situé à Pontarlier (40 km), propose des services d'urgence, de chirurgie et de médecine générale. Pour des soins plus spécialisés, le centre hospitalier universitaire de Besançon (CHU), à environ 30 km, offre une gamme complète de services, incluant la cardiologie, l'oncologie et la pédiatrie. Ces deux établissements sont accessibles via des services de transport publics ou privés, bien que la commune encourage le développement de solutions de mobilité pour les patients, notamment pour les personnes âgées.

### Sports

#### Infrastructures
La commune dispose du complexe aquatique Nautiloue, un équipement phare inauguré en 2010, qui propose un bassin intérieur de 25 mètres, un bassin extérieur, ainsi qu'une zone de détente avec jacuzzi, hammam et sauna. Ce centre accueille des cours de natation, d'aquagym et des compétitions locales, tout en offrant des activités familiales pendant la saison estivale.
En complément, Ornans est un haut lieu des sports en plein air grâce à son cadre naturel. Les falaises de la Roche du Mont abritent des parcours de via ferrata, adaptés aux débutants comme aux grimpeurs confirmés, offrant une vue imprenable sur la vallée de la Loue. La base de loisirs Syratu, située en bordure de la Loue, propose une large gamme d'activités : escalade, accrobranche, canoë-kayak, canyonisme et rafting. Ces activités, encadrées par des professionnels, attirent chaque année des milliers de visiteurs, notamment lors de la saison estivale. La Loue, rivière prisée pour la pêche à la mouche, est également un site idéal pour les sports en eaux vives, renforçant la réputation d'Ornans comme destination sportive.

#### Événements et clubs sportifs
Ornans accueille plusieurs événements sportifs qui valorisent son patrimoine naturel et ses infrastructures. Le « Trail de la Loue », organisé chaque année, attire des coureurs régionaux et nationaux pour des parcours de trail et de randonnée à travers les paysages jurassiens. Les clubs locaux, tels que le Club Nautique d'Ornans et l'AS Ornans (football et athlétisme), participent activement à la vie sportive de la commune, avec des sections pour jeunes et adultes. Ces associations bénéficient du soutien de la commune et de la Communauté de communes Loue-Lison, qui investissent dans l'entretien des équipements et l'organisation d'événements.

#### Clubs
Le club de football de l'AS Ornans (ASO) a été créé en 1935, il évolue lors de la saison 2013-2014 en Division d'Honneur régionale, championnat que le club a remporté au terme de la saison 2008-2009. Parmi les autres clubs notables, on trouve le Handball Club Ornanais, le Tennis Club de la Vallée d'Ornans, le Vélo Club Ornans, La Vouivre (kayak et escalade) et Roc'n Loue (club d'escalade). La ville a accueilli les championnats du monde de VTT-Marathon en 2012 ainsi qu'une étape de la coupe du monde de VTT 2008.

### Cultes
La commune d'Ornans, située dans le Doubs, offre à ses habitants des lieux et des structures dédiés à la pratique religieuse, principalement catholique, en cohérence avec l'histoire et la culture de la Franche-Comté. Le patrimoine religieux de la commune, centré sur l'église Saint-Laurent, contribue également à son attractivité touristique, en lien avec son surnom de « petite Venise comtoise ».
Les Ornanais disposent d'un lieu de culte catholique majeur, l'église Saint-Laurent, située au cœur de la commune. Cette église, classée monument historique depuis 1846, est dédiée à saint Laurent et constitue le principal lieu de culte de l'unité pastorale de la Haute Vallée de la Loue, rattachée au doyenné des Premiers Plateaux dans le diocèse de Besançon,. Construite aux XIIe et XIIIe siècles, l'église Saint-Laurent est remarquable pour son architecture gothique et ses vitraux, qui attirent les visiteurs intéressés par le patrimoine religieux franc-comtois. Des messes y sont célébrées régulièrement, et l'église accueille également des événements culturels, comme des concerts de musique sacrée, en lien avec le riche héritage artistique d'Ornans, marqué par Gustave Courbet.
Bien que le catholicisme prédomine, Ornans reflète la diversité religieuse de la région, avec des possibilités d'accès à d'autres cultes dans les communes voisines. Les fidèles protestants ou d'autres confessions peuvent se rendre à Besançon, à environ 50 km, où se trouvent des temples protestants et des lieux de culte pour d'autres religions (islam, judaïsme). La commune encourage le dialogue interreligieux à travers des initiatives locales, notamment lors d'événements culturels organisés par la Communauté de communes Loue-Lison, qui valorisent la coexistence des différentes traditions spirituelles.

## Économie

### Entreprises
La commune d'Ornans, située dans la vallée de la Loue au cœur du Doubs, bénéficie d’un tissu économique dynamique, porté par des entreprises industrielles, commerciales et de services. En 2022, Ornans comptait dix entreprises employant plus de 20 salariés, dont les trois principales totalisaient à elles seules plus de 750 employés, renforçant le rôle de la commune comme pôle économique régional au sein de la Communauté de communes Loue-Lison.
Le tableau suivant recense les entreprises d’Ornans employant plus de 20 salariés en 2022 :
| Nom                                   | Catégorie | Employés | Activité                                                            |
| ------------------------------------- | --------- | -------- | ------------------------------------------------------------------- |
| Guillin Emballages                    | Industrie | 344      | Fabrication d'emballages en matières plastiques                     |
| Alstom Transport SA                   | Industrie | 293      | Fabrication de moteurs, génératrices et transformateurs électriques |
| ITW Rivex                             | Industrie | 113      | Fabrication de vis et de boulons                                    |
| Groupe Guillin                        | Service   | 48       | Activités des sièges sociaux                                        |
| Imprimerie Simon                      | Industrie | 43       | Imprimerie                                                          |
| Mazagran Service (Atac)               | Commerce  | 35       | Supermarché                                                         |
| Décolletage de la Garenne             | Industrie | 31       | Décolletage                                                         |
| Société Franc-Comtoise d’Applications | Industrie | 35       | Travaux d’étanchéification                                          |
| La Table de Gustave                   | Service   | 22       | Hôtel touristique avec restaurant                                   |
| Copian (Super U)                      | Commerce  | 20       | Supermarché                                                         |

### Secteurs d’activité et impact économique
Le secteur industriel domine l’économie d’Ornans, avec des entreprises comme Guillin Emballages, leader européen dans la fabrication d’emballages alimentaires en plastique, et Alstom Transport, spécialisé dans la production de moteurs pour le TGV et les bus urbains,. Ces deux entreprises, représentant plus de 600 emplois, contribuent significativement à l’attractivité économique de la commune et à la création de retombées fiscales pour la Communauté de communes Loue-Lison. Le secteur du décolletage, illustré par Décolletage de la Garenne, et les activités d’impression, portées par l’Imprimerie Simon, témoignent de la tradition industrielle franc-comtoise, orientée vers la précision et la qualité.
Le commerce et les services, représentés par des enseignes comme Mazagran Service (Atac) et Copian (Super U), répondent aux besoins quotidiens des Ornanais et des habitants des communes voisines. Le tourisme, un secteur clé pour Ornans, est soutenu par des établissements comme La Table de Gustave, un hôtel-restaurant qui valorise le patrimoine culinaire et l’héritage artistique de Gustave Courbet. Ces entreprises, bien que plus petites, jouent un rôle essentiel dans l’animation économique et sociale de la commune.

## Culture et patrimoine
Dotée d'un riche patrimoine architectural, environnemental et culturel, Ornans est labellisée Cité de Caractère de Bourgogne-Franche-Comté.

### Patrimoine religieux
Le patrimoine religieux d'Ornans, nichée dans la vallée de la Loue au cœur du Doubs, reflète la richesse historique et culturelle de la Franche-Comté. Les édifices religieux, dont plusieurs sont classés ou inscrits comme monuments historiques, constituent un attrait touristique majeur, en complément de l’héritage artistique lié à Gustave Courbet et du surnom de la commune, « petite Venise comtoise ».
L’église Saint-Laurent, édifiée entre 1546 et 1553, est un joyau de l’architecture gothique flamboyante. Classée monument historique en 1931, elle fut construite sous l’égide de Nicolas Perrenot de Granvelle, ambassadeur de Charles Quint, pour remplacer une église romane du XIIe siècle détruite lors de la révolte des seigneurs comtois contre Philippe IV le Bel en 1295, après la convention de Vincennes. La tour-clocher, conservant une base romane, est surmontée d’un dôme comtois typique avec une lanterne ajourée, tandis qu’un porche du XVIIe siècle l’entoure. La nef, flanquée de deux bas-côtés, compte six travées, et le chœur, terminé par une abside à trois pans, est orné de nervures gothiques. Deux chapelles latérales ont été ajoutées au XVIIIe siècle. L’église abrite un riche mobilier du XVIIe siècle, réalisé par le sculpteur local Jean Gauthier, ainsi que le tombeau de Pierre Perrenot (†1537), père de Nicolas Perrenot. Elle reste un lieu de culte actif pour l’unité pastorale de la Haute Vallée de la Loue et accueille des concerts de musique sacrée.
Le couvent des Minimes, érigé à partir de 1606 au XVIIe siècle siècle, est un exemple d’architecture conventuelle franc-comtoise. Inscrit aux monuments historiques en 1981, il fut fondé par l’ordre des Minimes et se compose d’une chapelle ornée d’un retable baroque et d’un cloître entourant les bâtiments conventuels. Depuis 1985, la chapelle abrite le musée du Costume et des Traditions comtoises, qui présente des collections de vêtements traditionnels et d’objets artisanaux, tandis que les bâtiments conventuels accueillent la gendarmerie d’Ornans. Des travaux de restauration dans les années 2010 ont préservé les fresques et les éléments architecturaux, renforçant son attrait touristique.
La chapelle Saint-Georges, inscrite aux monuments historiques depuis 1968, est située sur une colline dominant Ornans, dans l’enceinte de l’ancien château construit en 1289 par Othon IV de Bourgogne. Détruite vers 1300 lors de la révolte des barons comtois contre le roi de France, elle fut reconstruite vers 1500 dans un style gothique simple, avec un clocher-mur caractéristique. Utilisée occasionnellement pour des cérémonies, elle est aujourd’hui un lieu prisé des randonneurs pour sa vue panoramique sur la vallée de la Loue.
La chapelle Saint-Christophe, datant du XVIe siècle siècle, est un petit édifice religieux situé en périphérie d’Ornans. Construite pour protéger les voyageurs, en lien avec la vocation de saint Christophe, elle se distingue par sa simplicité architecturale et ses fresques intérieures, partiellement restaurées au XXe siècle siècle. Bien que moins visitée, elle fait partie des circuits patrimoniaux locaux.
La chapelle Saint-Claude, située dans le centre d’Ornans, est un autre témoignage de la piété locale. Érigée au XVIIe siècle siècle, elle est dédiée à saint Claude, figure importante de la spiritualité franc-comtoise. Sa façade sobre et son petit clocher en font un édifice discret mais intégré aux circuits touristiques, notamment pour ses statues en bois polychrome du XVIIIe siècle siècle.
La chapelle du prieuré de Bonnevaux-du-Bas, intégrée à Ornans depuis la fusion de 2016, est un vestige du prieuré bénédictin fondé au XIIe siècle siècle. De style roman, elle conserve des éléments architecturaux comme une voûte en berceau et un autel en pierre. Utilisée pour des événements culturels et religieux ponctuels, elle attire les amateurs d’histoire médiévale.
La croix du XIXe siècle siècle, située à un carrefour d’Ornans, est représentative des nombreuses croix de chemin qui parsèment la commune. Érigée en 1845, elle symbolise la dévotion populaire et sert de point de repère pour les habitants et les pèlerins. En pierre calcaire, elle est ornée de motifs floraux typiques de l’artisanat local.
La préservation du patrimoine religieux d’Ornans est assurée par la commune, la Communauté de communes Loue-Lison, et la Direction régionale des affaires culturelles (DRAC) Bourgogne-Franche-Comté. Des campagnes de restauration, notamment sur les vitraux de l’église Saint-Laurent et les fresques du couvent des Minimes, ont été menées dans les années 2010. 

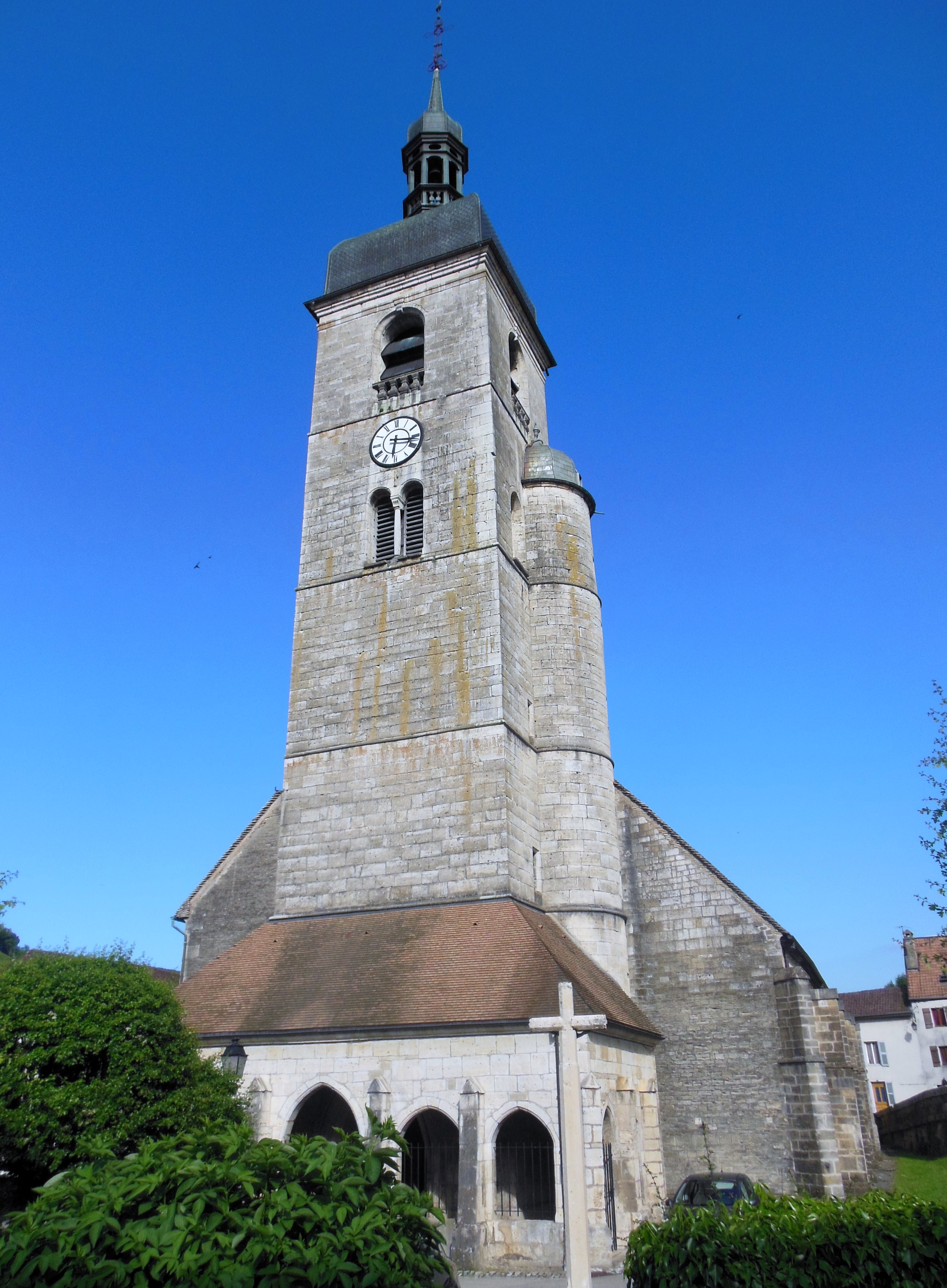
L'église Saint-Laurent.
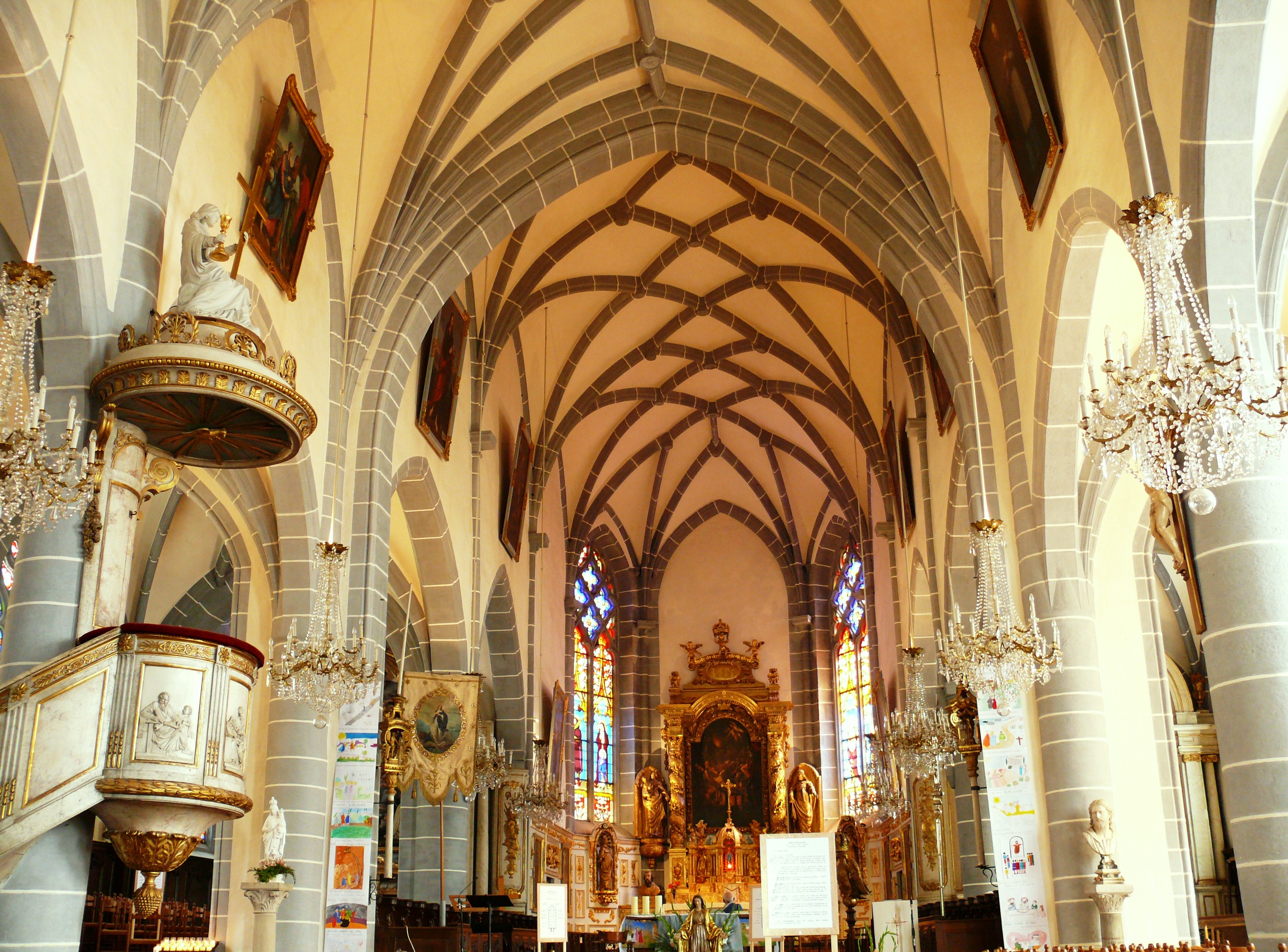
La nef de l'église Saint-Laurent.
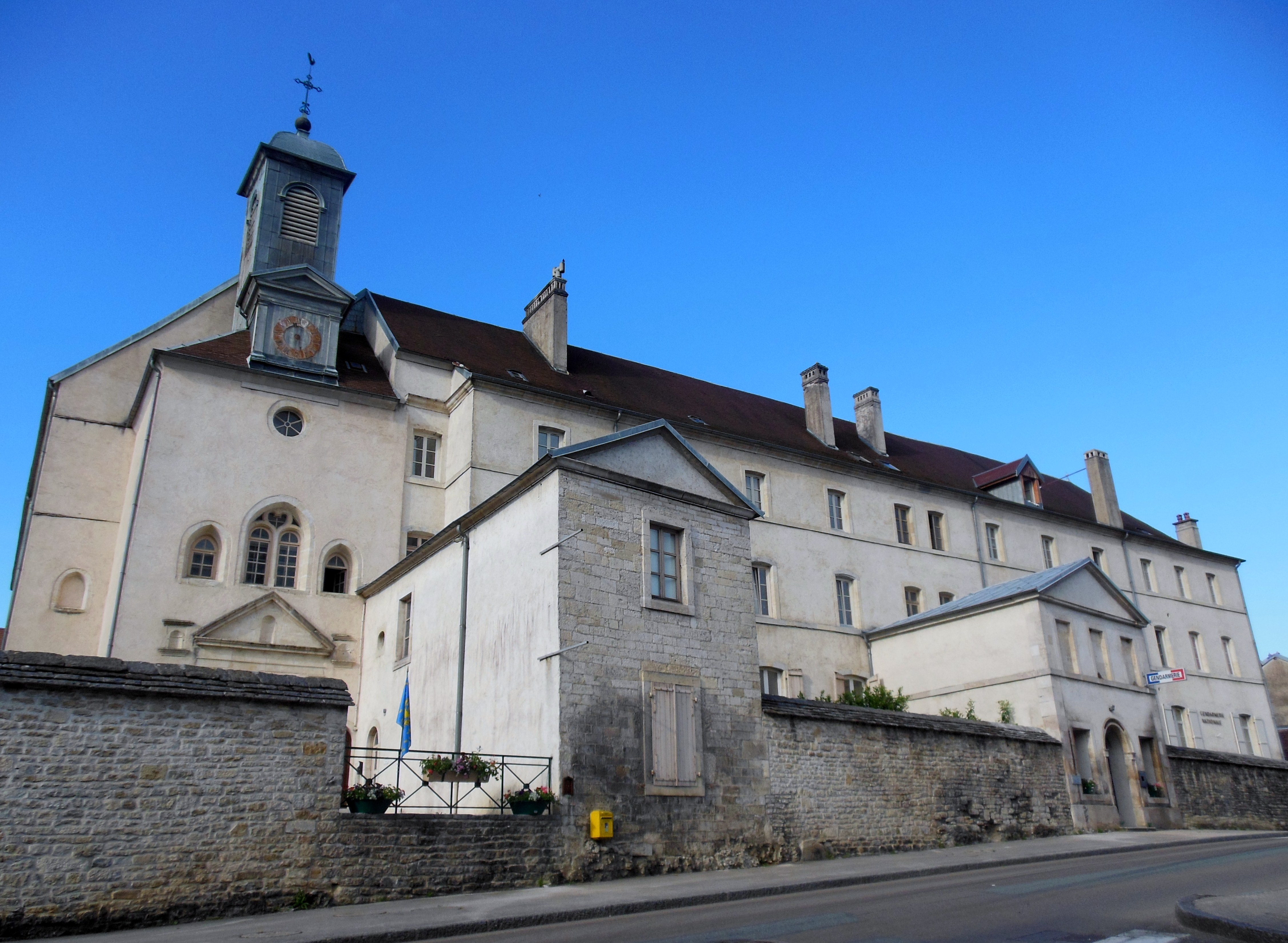
Le couvent des Minimes.
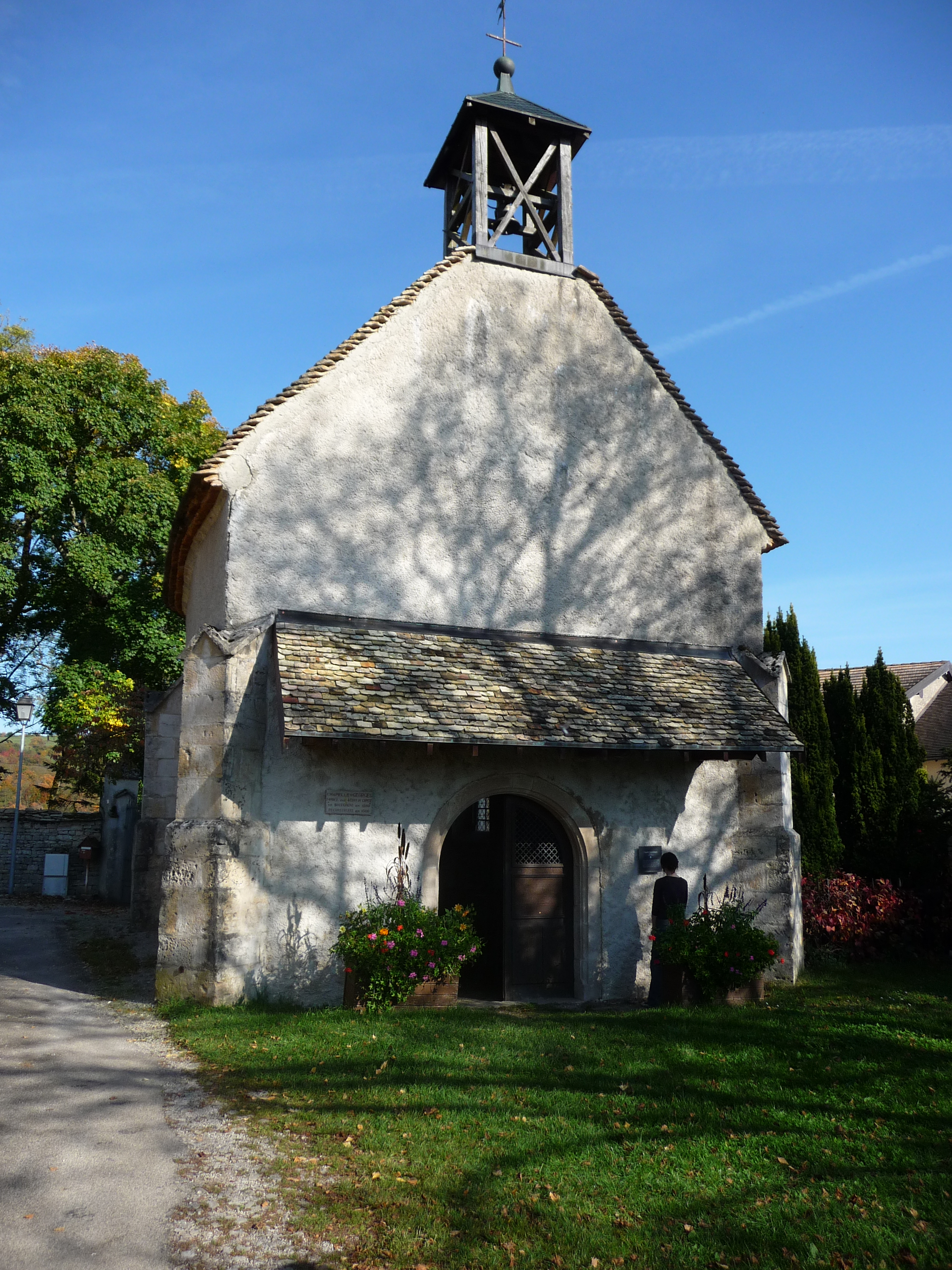
La chapelle Saint-Georges.
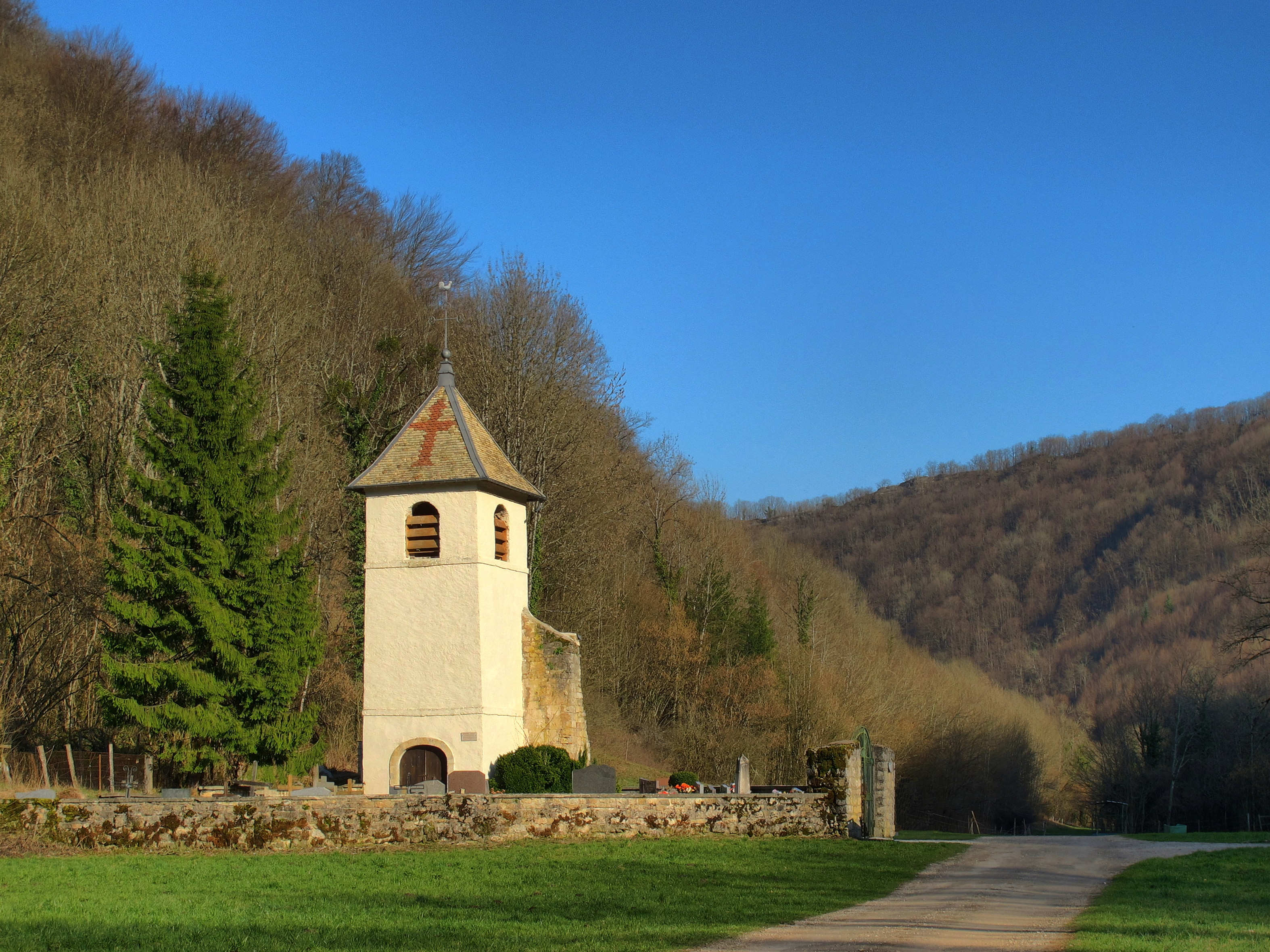
La chapelle du prieuré Saint-Marcellin.

### Patrimoine civil
Le patrimoine civil d’Ornans, située dans la vallée de la Loue au cœur du Doubs, illustre l’histoire et la prospérité de la Franche-Comté entre le Moyen Âge et l’époque moderne. Les vestiges du château, les hôtels particuliers et autres édifices, souvent classés ou inscrits comme monuments historiques, contribuent à l’identité de la commune, surnommée « petite Venise comtoise », et renforcent son attractivité touristique aux côtés du musée Courbet.
Les ruines du château d'Ornans, attestées dès le XIIIe siècle siècle, sont situées sur une colline dominant la ville. Construit en 1289 sous l’égide du comte Othon IV de Bourgogne, ce château fortifié joua un rôle stratégique lors des conflits médiévaux, notamment la révolte des barons comtois contre Philippe IV le Bel vers 1300. Détruit en grande partie au XIVe siècle siècle, il ne subsiste aujourd’hui que des vestiges de murailles et de tours, accessibles via des sentiers de randonnée offrant une vue panoramique sur la vallée de la Loue. Le site, entretenu par la commune, est intégré aux circuits touristiques locaux.
Ornans abrite plusieurs hôtels particuliers datant des XVIe siècle au XVIIIe siècle siècles, témoignages de la richesse des notables locaux sous l’Ancien Régime. Ces édifices, souvent situés le long de la Loue, se distinguent par leur architecture élégante et leurs façades en pierre calcaire, contribuant au charme pittoresque de la commune. Les plus notables sont :
- Hôtel de Grospain (XVIe siècle siècle), situé au 30 rue Saint-Laurent, fut la résidence d’Étienne de Grospain, un influent notable comtois. Utilisé comme hôtel de ville du XVIe siècle au XIXe siècle siècle, il est redevenu une résidence privée. Sa façade Renaissance, ornée de fenêtres à meneaux, et son portail sculpté en font un exemple remarquable. Inscrit monument historique en 1939[104], il est occasionnellement ouvert lors des Journées européennes du patrimoine[105].

- Hôtel Bauquier-Doney (XVIe siècle siècle), situé dans le centre d’Ornans, est un autre exemple d’architecture Renaissance. Caractérisé par ses éléments décoratifs en pierre et ses proportions harmonieuses, il est aujourd’hui une propriété privée, non accessible au public, mais admiré pour sa façade préservée[106].

- Hôtel Hébert (XVIe siècle-XVIIIe siècle siècles), au 5 rue de la Froidière, est la maison natale du peintre Gustave Courbet (1819). Transformé en musée Courbet, cet édifice mêle des éléments Renaissance et classiques, avec une façade donnant sur la Loue. Partiellement inscrit monument historique en 1982[107], il attire des milliers de visiteurs chaque année grâce à ses expositions dédiées à l’œuvre de Courbet[108].

- Immeuble (XVIIe siècle siècle), situé au 24 place Courbet (anciennement place des Isles Basses), est l’atelier où Gustave Courbet réalisa ses chefs-d’œuvre Un enterrement à Ornans et Les Casseurs de pierres en 1849. Inscrit monument historique en 1990[109], cet édifice privé, marqué par une plaque commémorative, n’est pas ouvert au public, mais c'est un lieu emblématique pour les amateurs d’art[110].

- Hôtel Sanderet de Valonne (XVIIe siècle siècle), au 26 rue Saint-Laurent, abrite aujourd’hui la bibliothèque et les archives municipales d’Ornans. Sa façade classique et ses intérieurs restaurés en font un exemple d’architecture comtoise. Inscrit monument historique en 1926[111], il est accessible au public pour des activités culturelles[112].

- Hôtel de Sagey d'Arros (XVIIIe siècle siècle), au 12 place Courbet, se distingue par son élégante façade baroque et ses balcons en fer forgé. Inscrit monument historique en 1979[113], il est aujourd’hui une résidence privée, admirée pour son architecture et son emplacement au bord de la Loue[114].

La commune d’Ornans, en partenariat avec la Communauté de communes Loue-Lison et la Direction régionale des affaires culturelles (DRAC) Bourgogne-Franche-Comté, veille à la préservation de son patrimoine civil. Des travaux de restauration, notamment sur l’Hôtel de Grospain et l’Hôtel Hébert, ont été réalisés dans les années 2010 pour préserver leur intégrité architecturale. 

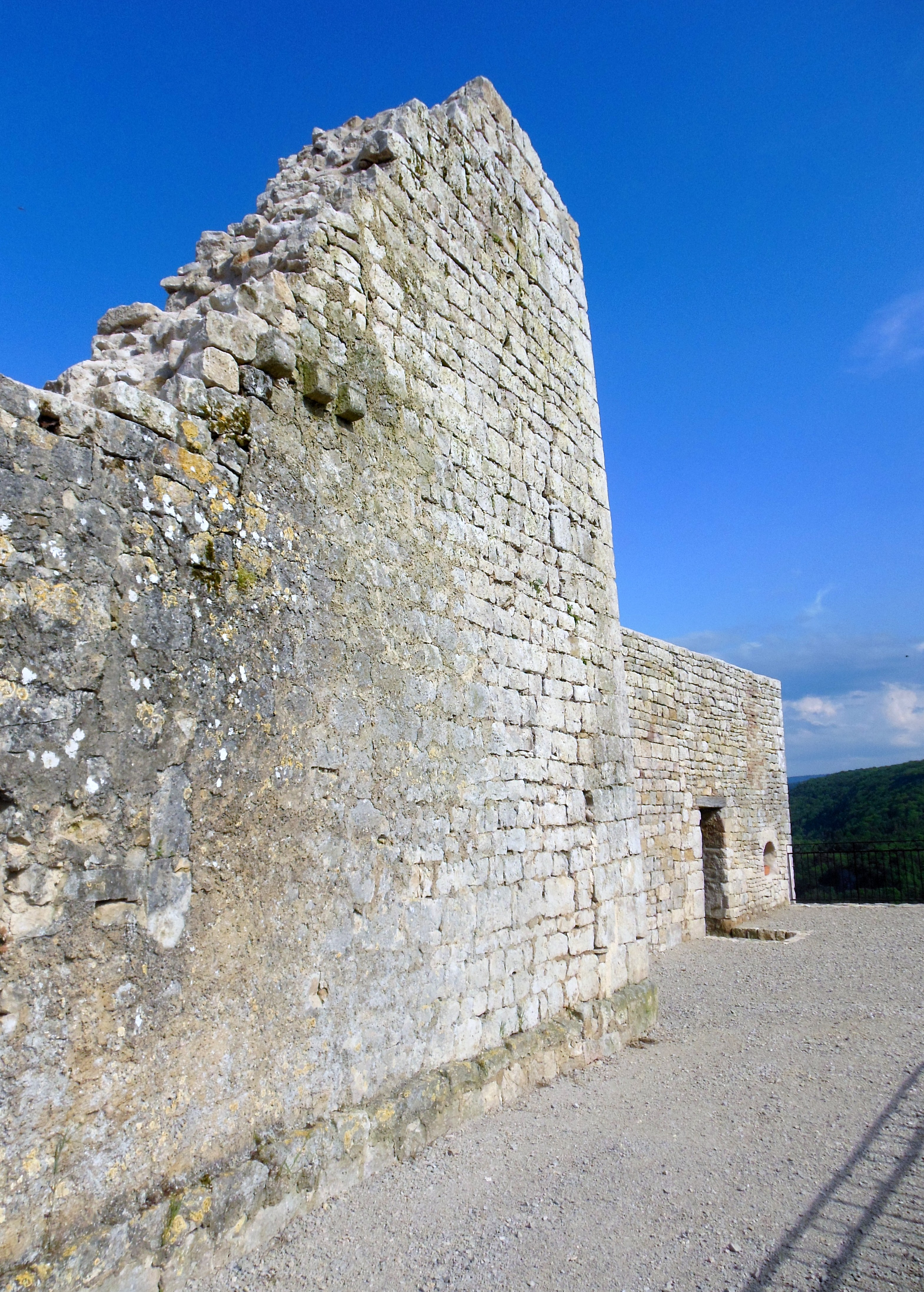
Ruines du château.
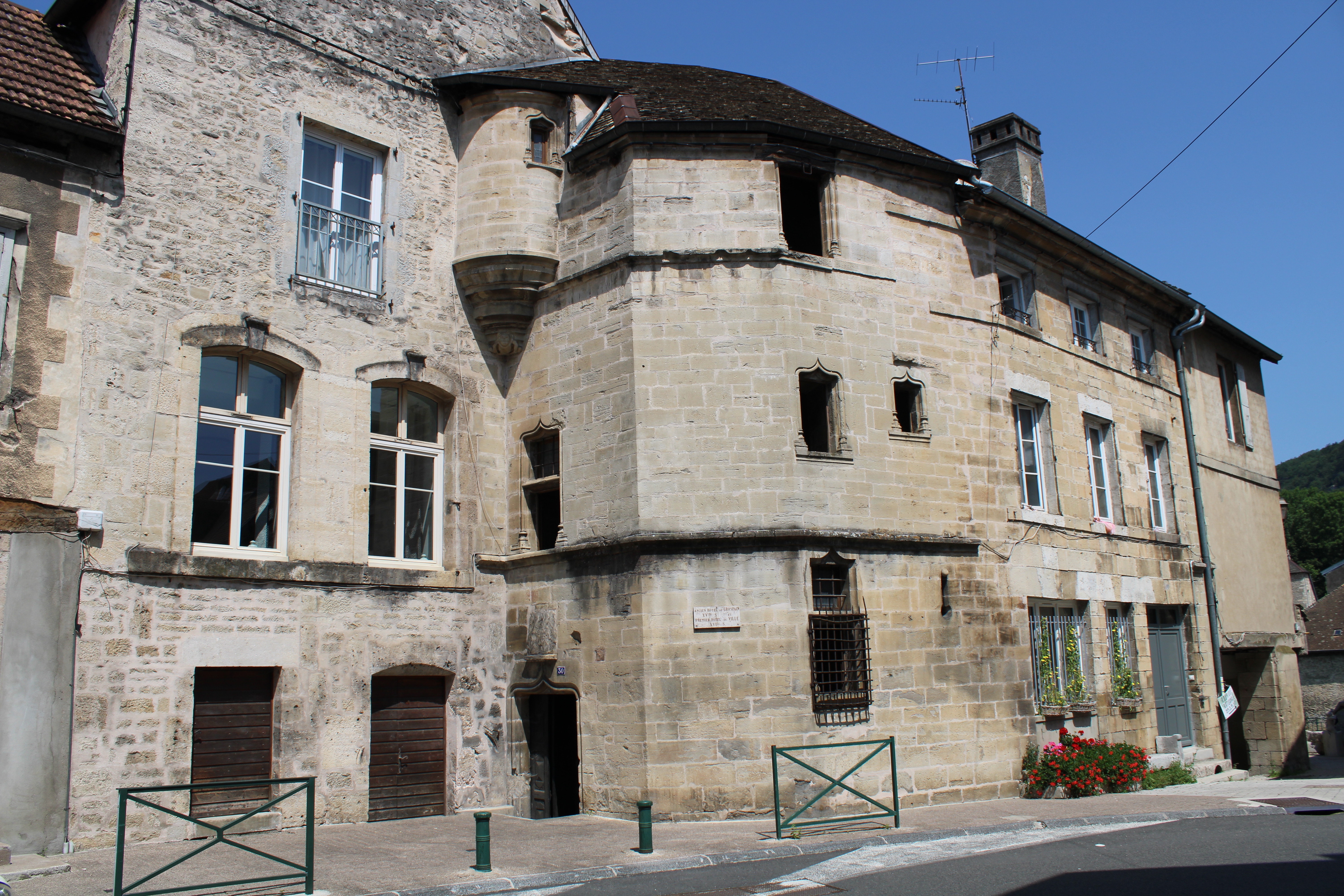
Hôtel de Grospain.
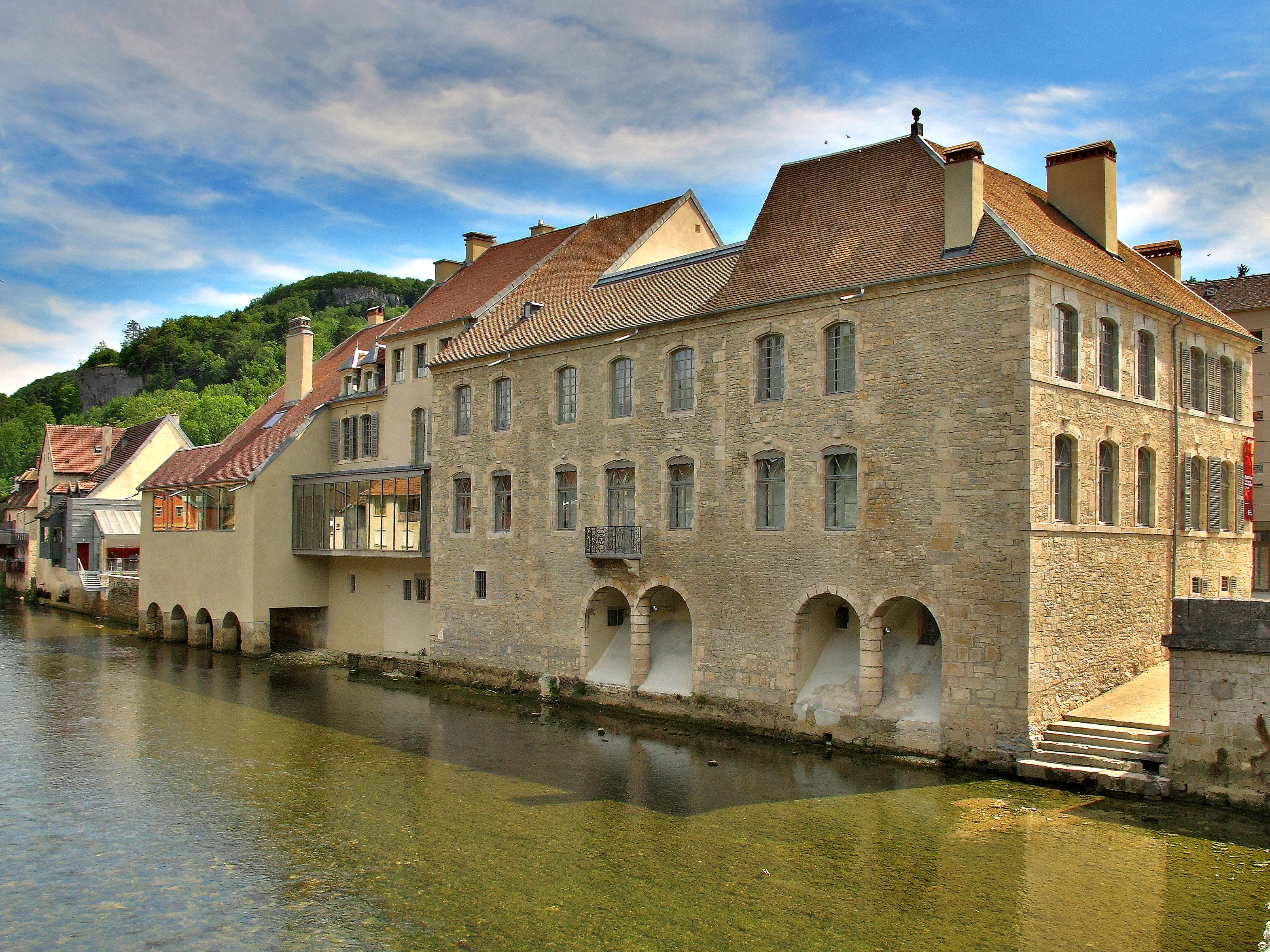
L'hôtel Hébert (musée Courbet).
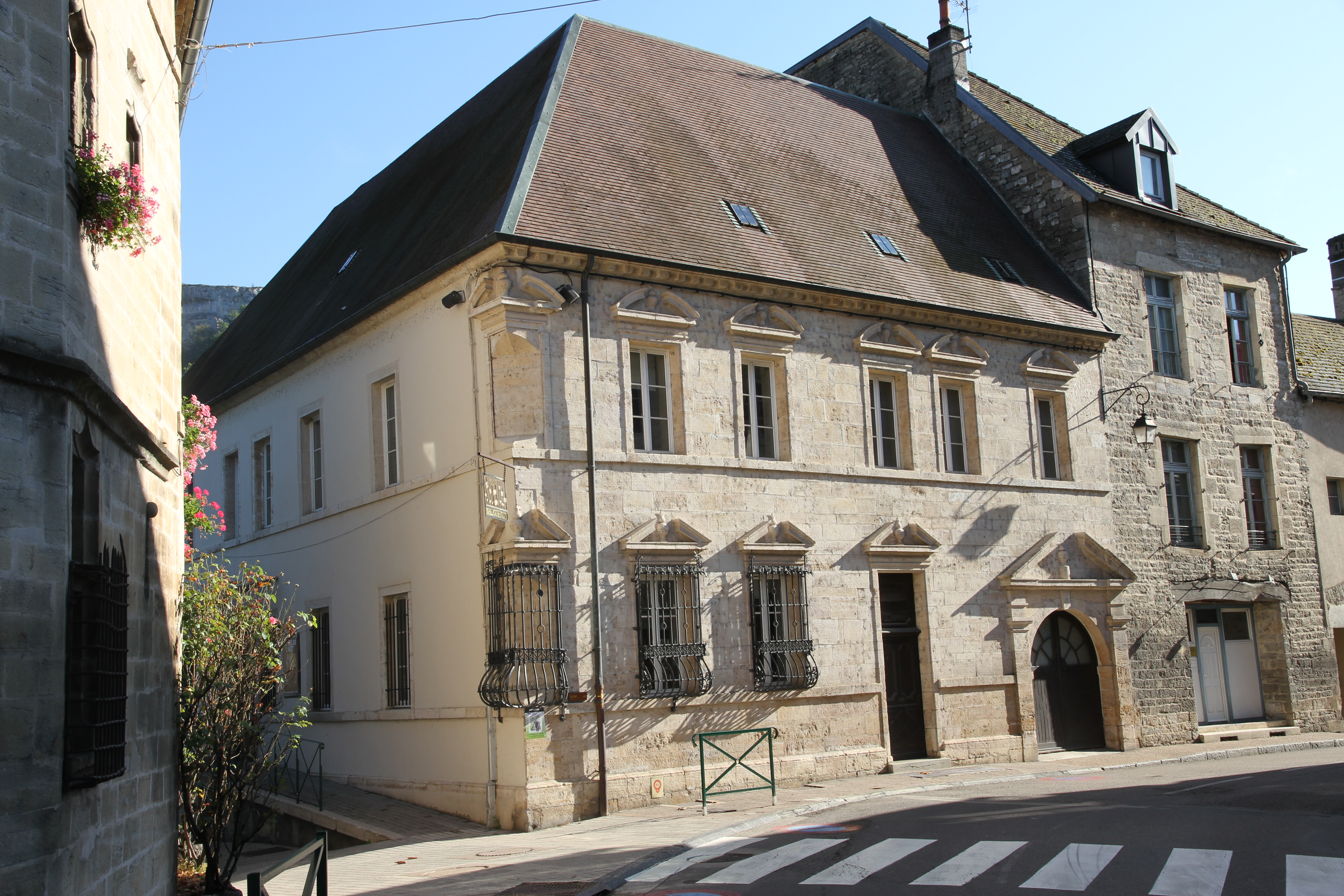
L'hôtel Sanderet de Valonne.

Les ponts d’Ornans, datant principalement des XVIIe siècle et XIXe siècle siècles, enjambent la Loue et contribuent au charme pittoresque de la commune, surnommée « petite Venise comtoise ». Construits en pierre calcaire local, ils allient fonctionnalité et esthétique, intégrant souvent des barrages pour réguler le cours de la rivière. Les plus remarquables sont :
- Pont de Nahin (XVIIe siècle siècle), situé en amont du centre-ville, est un pont en arc caractérisé par sa robustesse et son barrage adjacent, qui alimentait autrefois les moulins locaux. Inscrit à l’inventaire des monuments historiques[117], il est un point de passage emblématique pour les promeneurs[118].

- Grand pont (XVIIe siècle siècle), situé au cœur d’Ornans, est un pont à trois arches dont la silhouette se reflète dans la Loue, immortalisée dans les œuvres de Gustave Courbet. Également inscrit à l’inventaire des monuments historiques[119], il supporte la circulation locale tout en attirant les photographes pour son cadre pittoresque[120].

- Passerelle Courbet (1863), une passerelle piétonnière en fer forgé, relie les deux rives de la Loue près du centre-ville. Construite au XIXe siècle siècle, elle offre une vue imprenable sur les façades des maisons bordant la rivière, renforçant l’attrait touristique d’Ornans[121].

L’hôpital rural Saint-Louis (XVIIIe siècle siècle), situé au 9 avenue du Président-Wilson, est un édifice baroque construit pour accueillir les indigents et les malades. Classé monument historique en 1973, il se distingue par sa façade ornée et sa chapelle intérieure, aujourd’hui désaffectée. Converti en espace administratif et culturel, il abrite des expositions temporaires et des services municipaux.
L’hôtel de ville (XVIIIe siècle siècle), au 26 rue Pierre-Vernier, fut édifié sur les fondations de l’ancien bailliage d’Ornans, un tribunal comtois du XVe siècle siècle. Inscrit monument historique en 1979, cet édifice classique, avec sa façade symétrique et son fronton triangulaire, est le siège de la mairie. Il abrite également des salles pour les mariages et les événements culturels.
L’atelier Courbet (XIXe siècle siècle), situé au 14 rue De Lattre-de-Tassigny, est l’un des lieux de création du peintre Gustave Courbet. Inscrit monument historique en 2008, cet espace modeste conserve l’atmosphère où Courbet travailla à ses œuvres majeures. Ouvert au public dans le cadre de visites guidées organisées par le musée Courbet, il attire les amateurs d’art.
La distillerie Cusenier (XIXe siècle siècle), au 9 rue Eugène-Cusenier, est un vestige de l’industrie locale de spiritueux, célèbre pour ses liqueurs et absinthes. Partiellement inscrite monument historique en 2000, elle conserve ses bâtiments industriels en brique et pierre. Transformée en espace polyvalent, elle accueille des événements culturels et des expositions.
Les vieux moulins sur la Loue, équipés de roues pendantes, sont des structures emblématiques d’Ornans. Posées sur des pilotis, ces roues, ajustables en hauteur selon le niveau de la rivière, servaient autrefois à moudre le grain et à produire de l’énergie. Bien que la plupart soient aujourd’hui inactives, elles sont préservées comme éléments du patrimoine industriel et attirent les visiteurs pour leur aspect pittoresque.

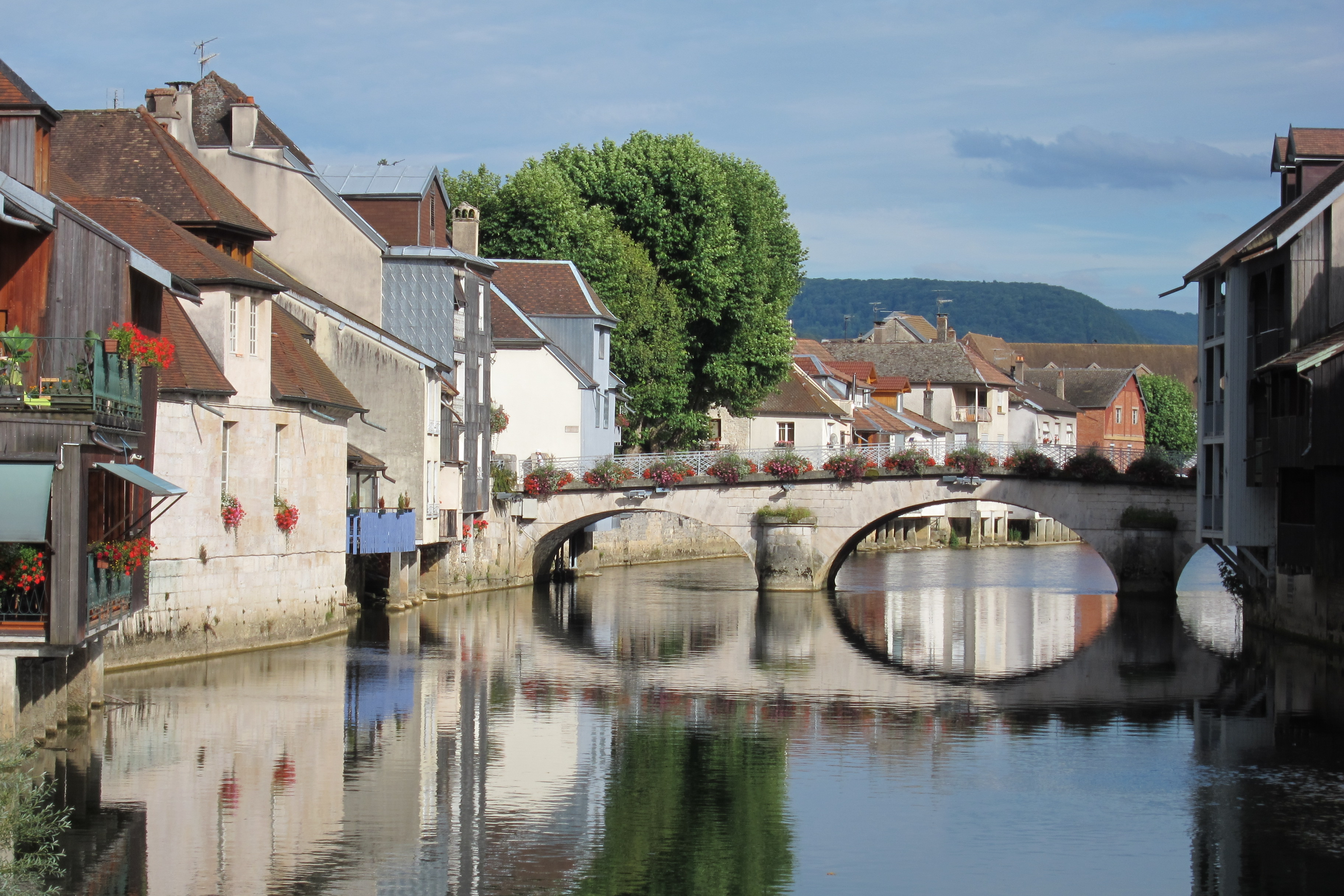
Le Grand pont.
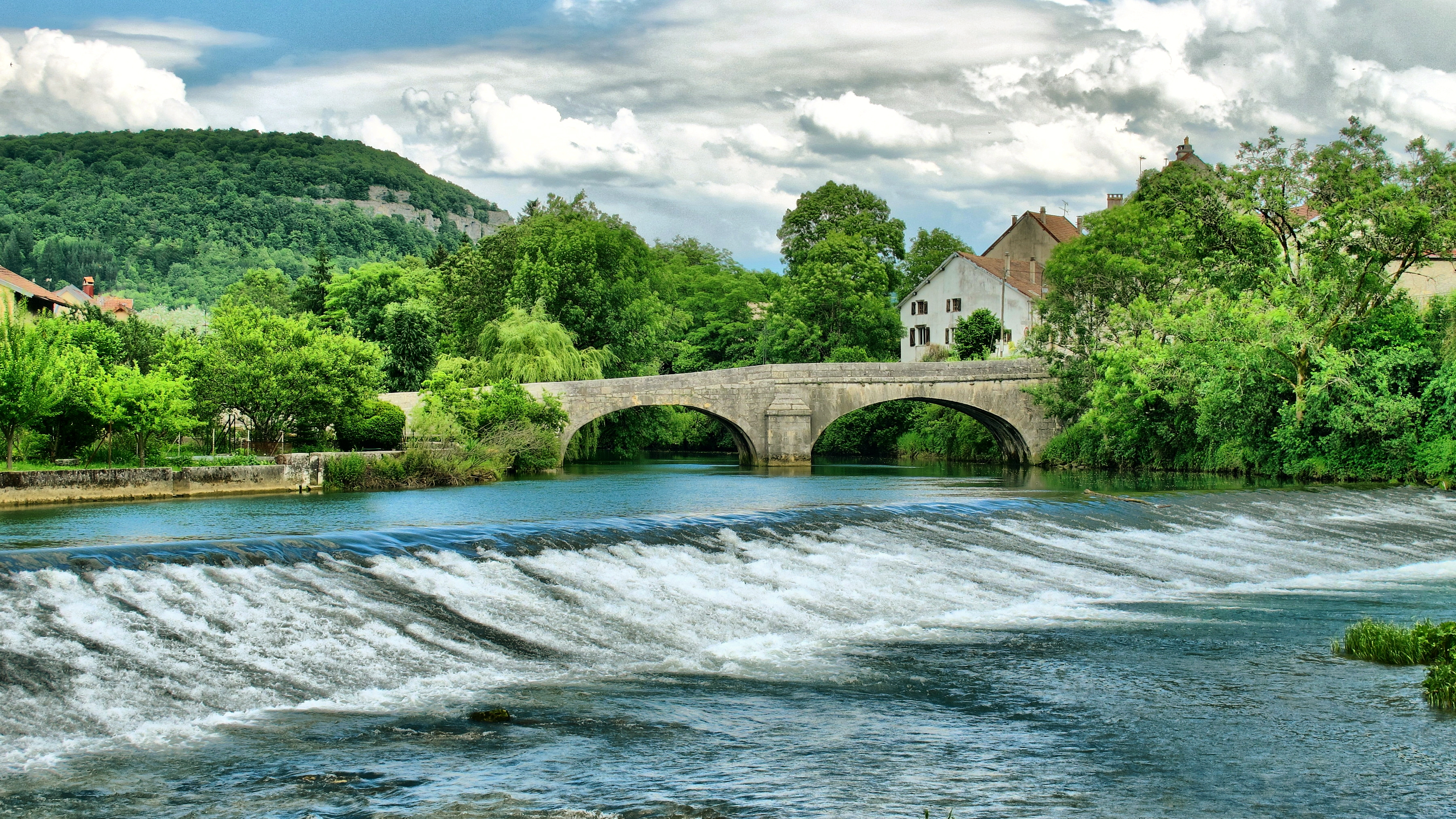
Le pont et le barrage de Nahin.
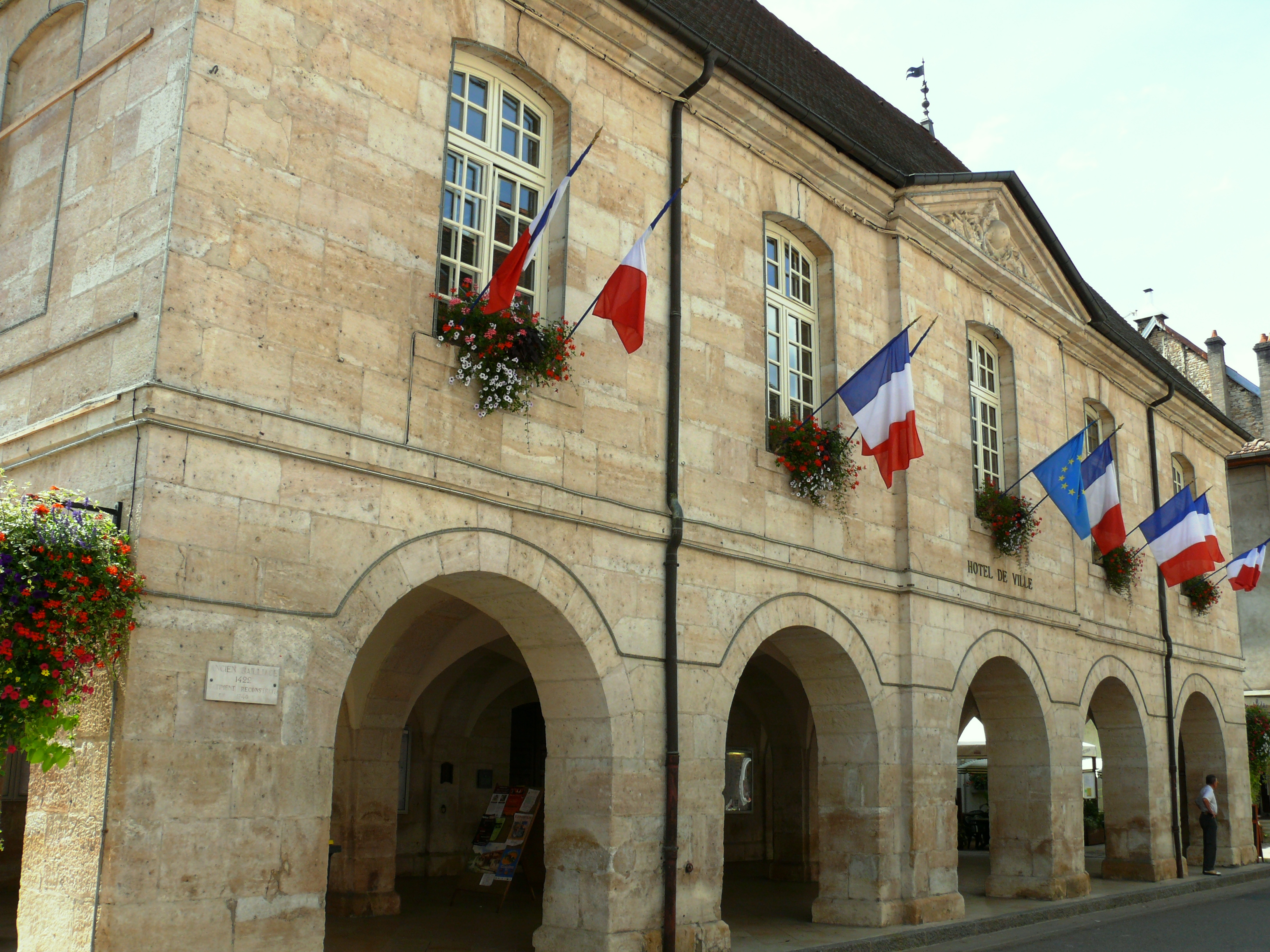
Hôtel de ville.
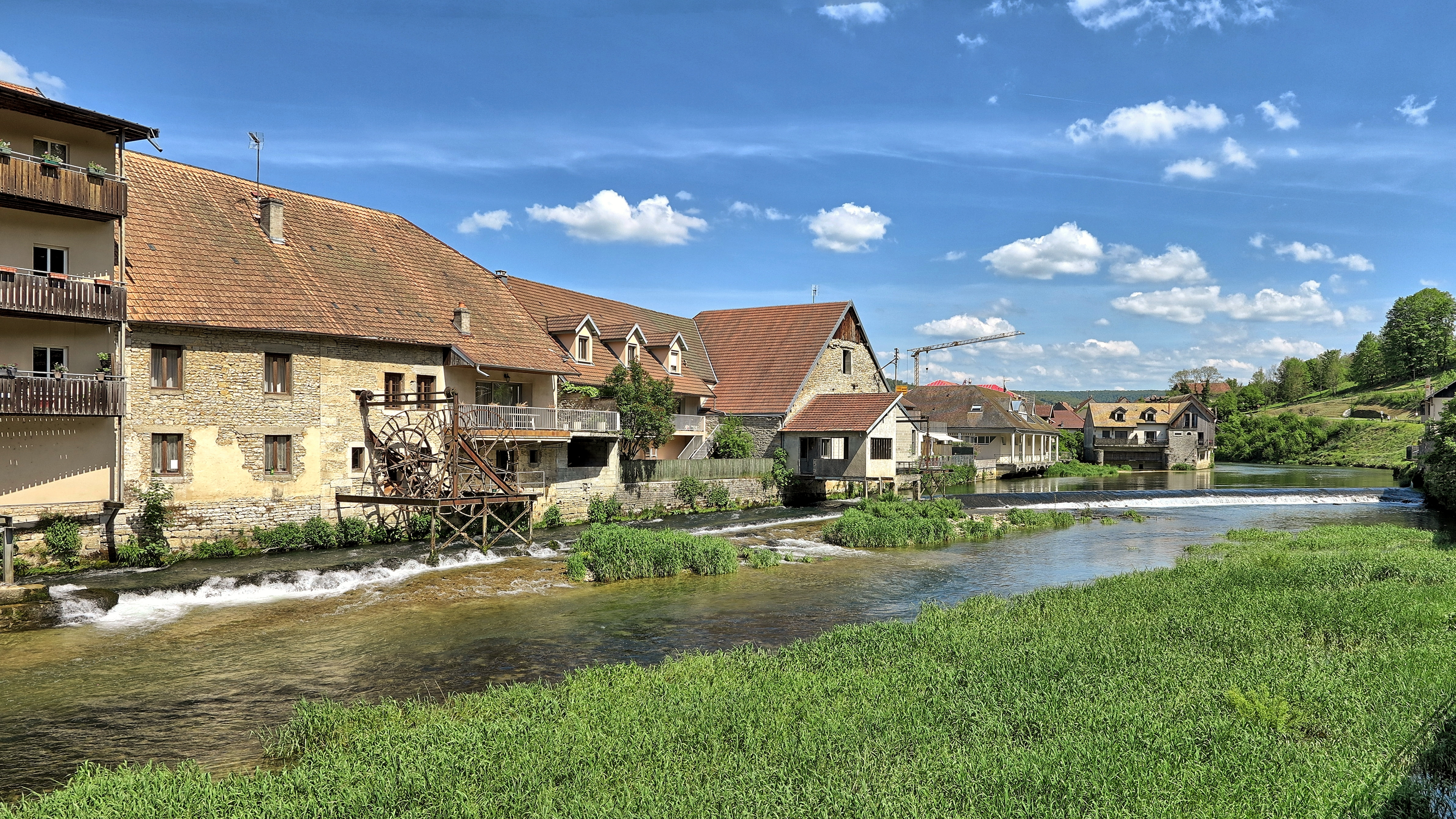
Les vieux moulins et le barrage sur la Loue.

- Fontaine du Pêcheur de Chavots (1862), située place Courbet, fut sculptée par Gustave Courbet lui-même. Cette œuvre en pierre, représentant un pêcheur local, symbolise le lien entre Ornans et la Loue. Restaurée en 2015, elle est un point d’intérêt touristique[131].

- Lavoir-fontaine du Seult (XIXe siècle siècle), surmontée d’une statue de Vernier d'Oberwesel, est un exemple de fontaine-lavoir comtois, combinant utilité pratique et ornementation. Située près de la Loue, elle est intégrée aux circuits patrimoniaux[132].

- Statues (XIXe siècle et XXe siècle siècles), dont celle d’Antoine Perrenot de Granvelle (1897), réalisée par le sculpteur Jean Petit. Érigée place Saint-Laurent, cette statue en bronze rend hommage à ce cardinal et homme d’État comtois[133].

- Monument aux morts (XXe siècle siècle), situé près de l’église Saint-Laurent, commémore les Ornanais tombés lors des deux guerres mondiales. Sculpté dans un style sobre, il est le lieu de cérémonies annuelles du 11 novembre et du 8 mai[134].

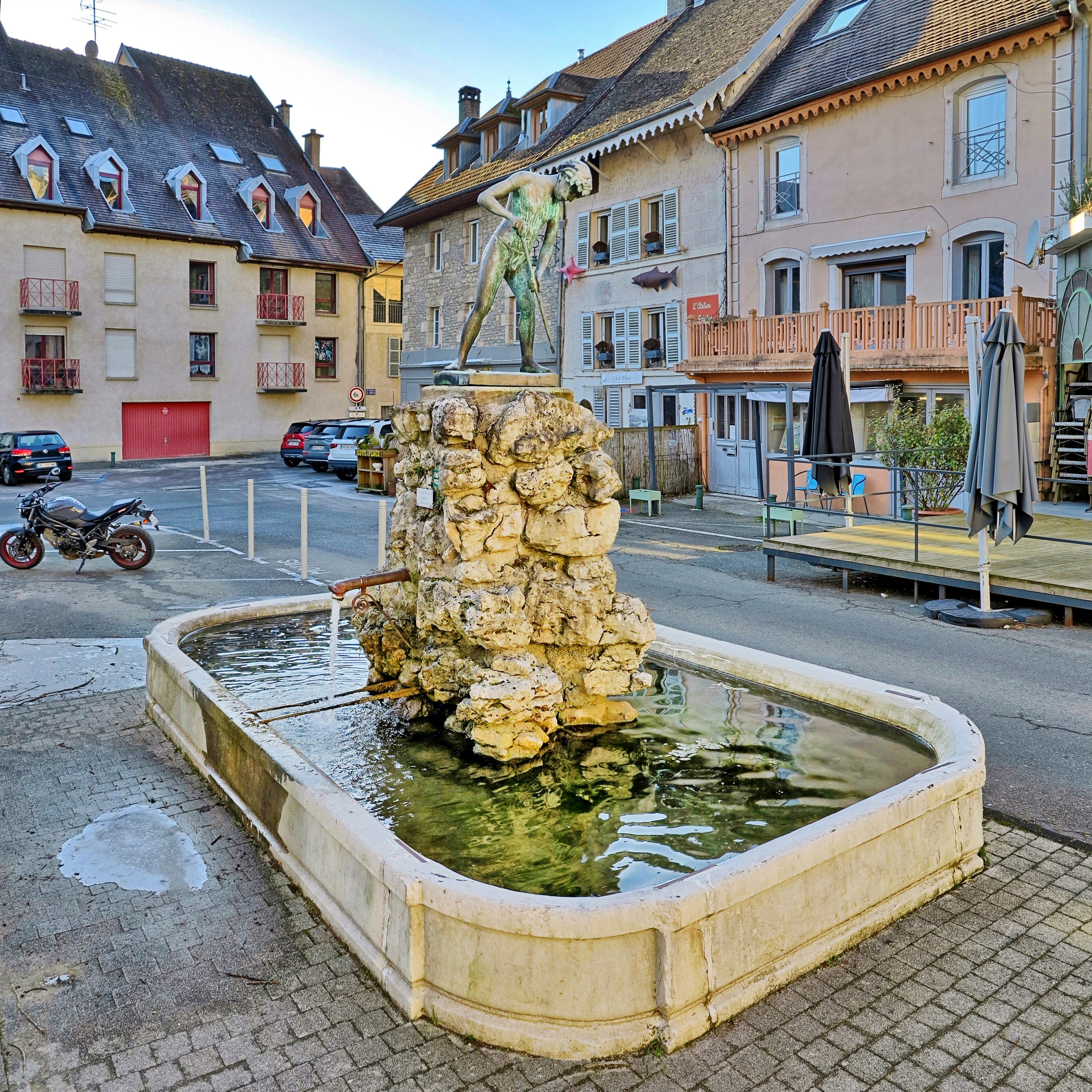
La fontaine du Pêcheur de Chavots.
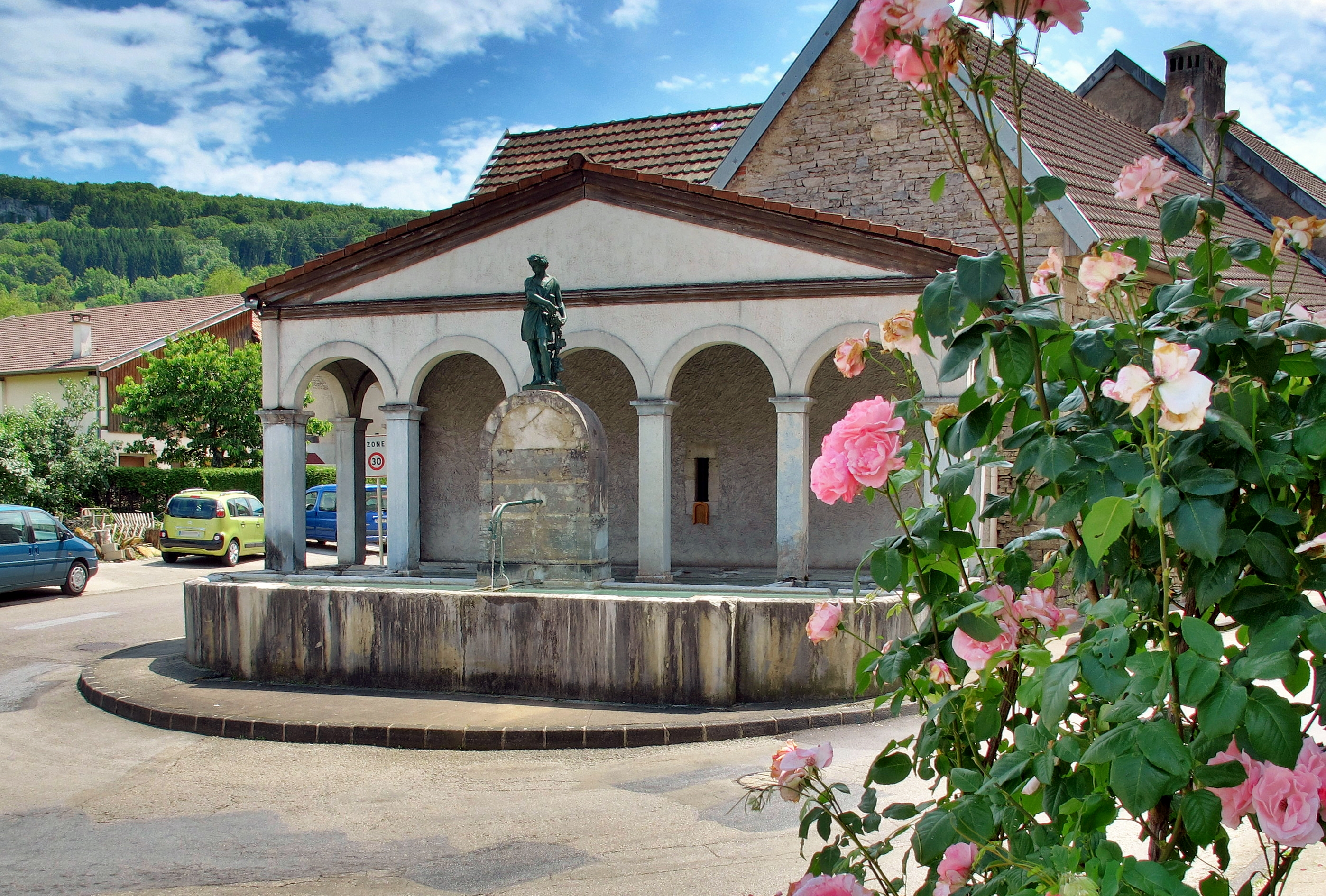
La fontaine-lavoir du Seult.
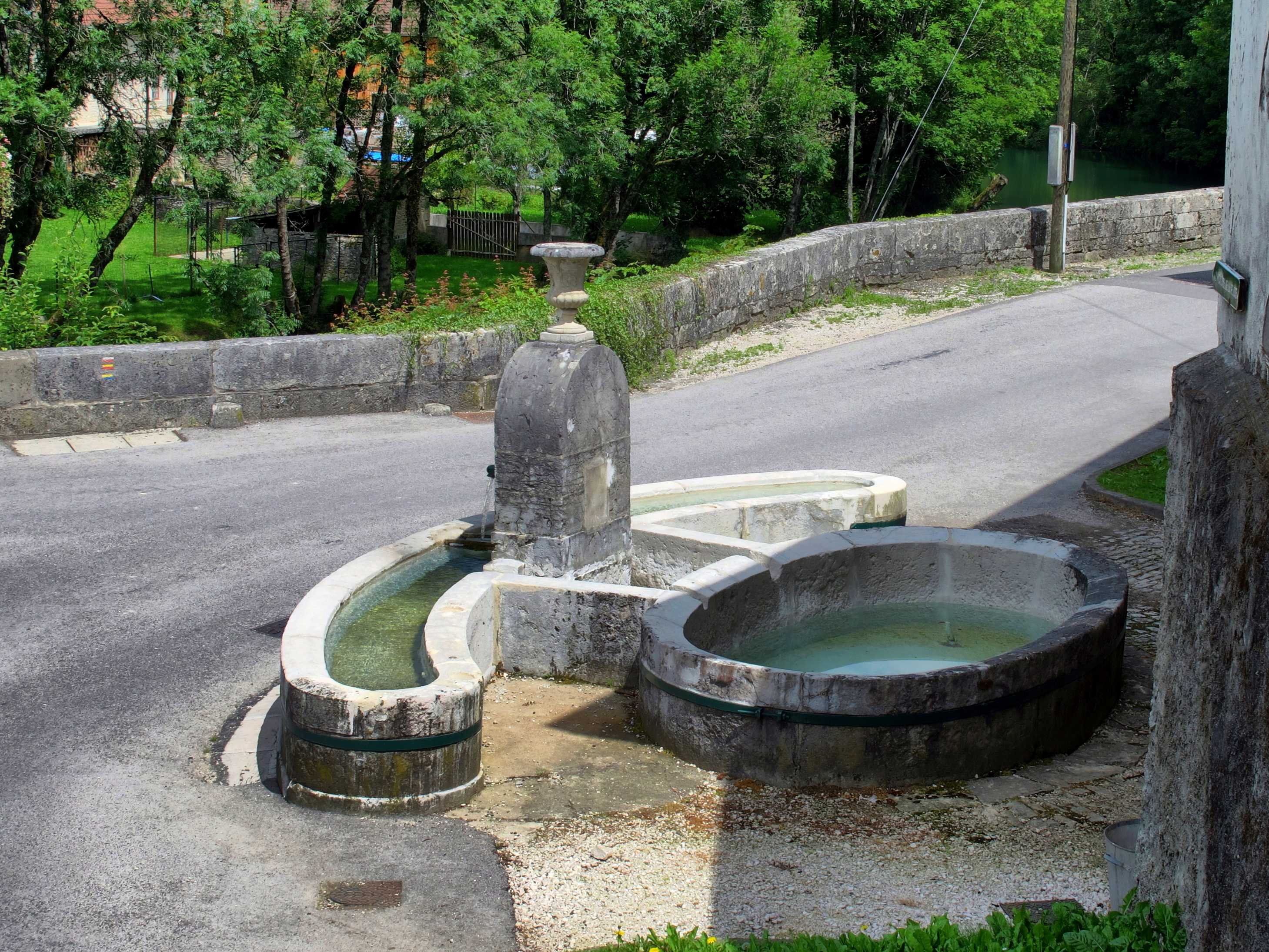
La fontaine-lavoir de Nahin.
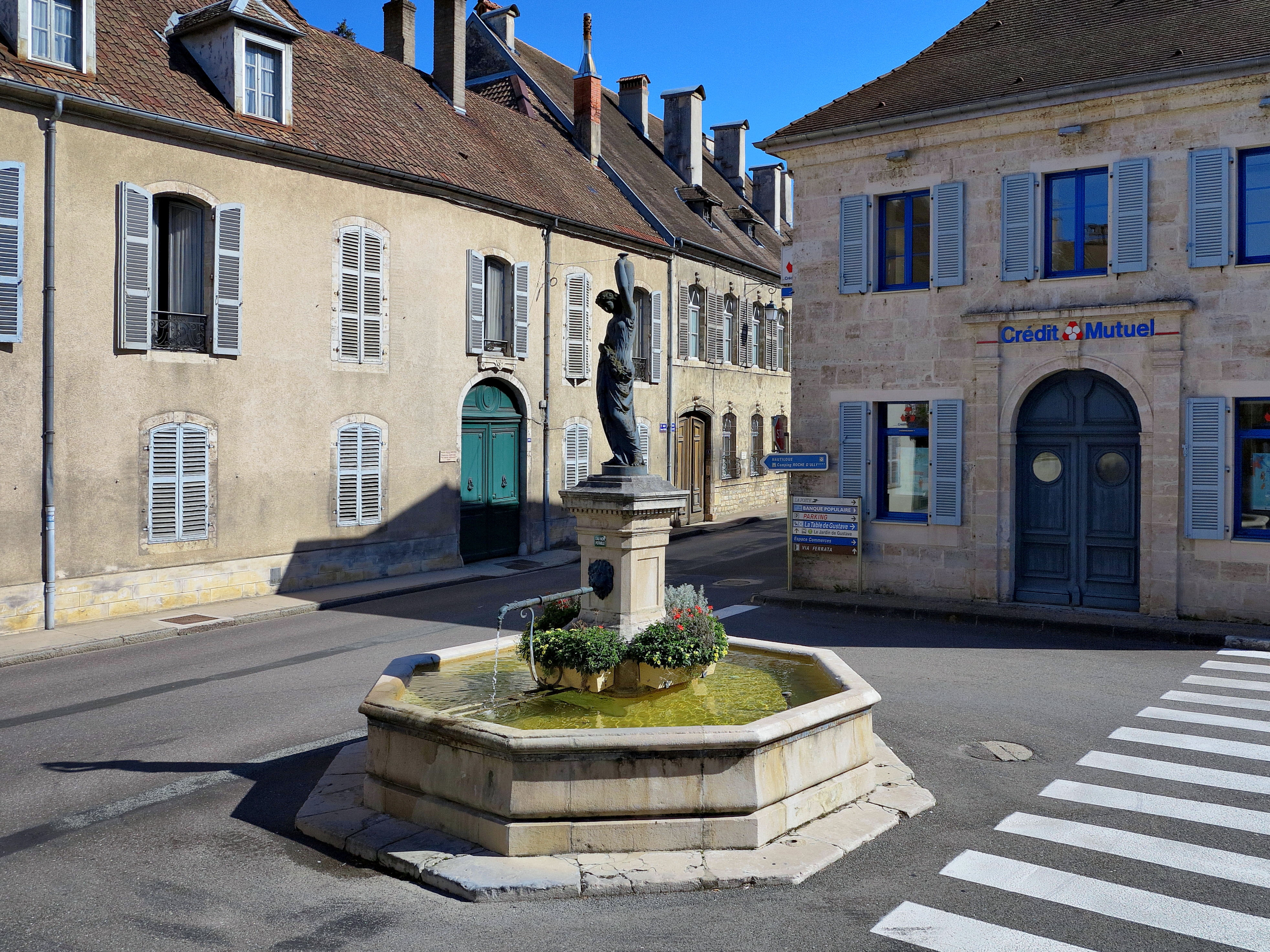
La fontaine de la Samaritaine.
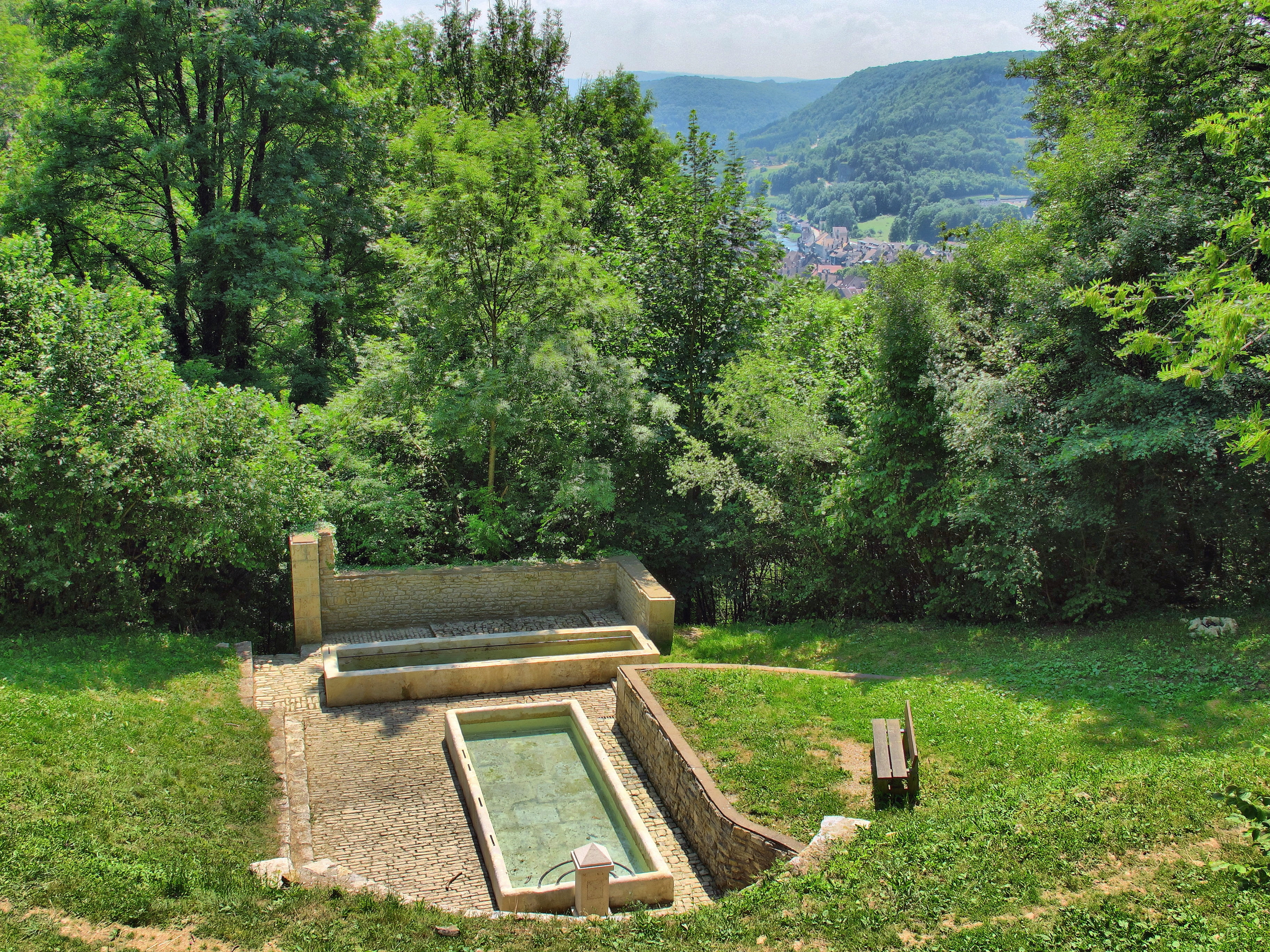
La fontaine aux vipères avec vue sur Ornans.
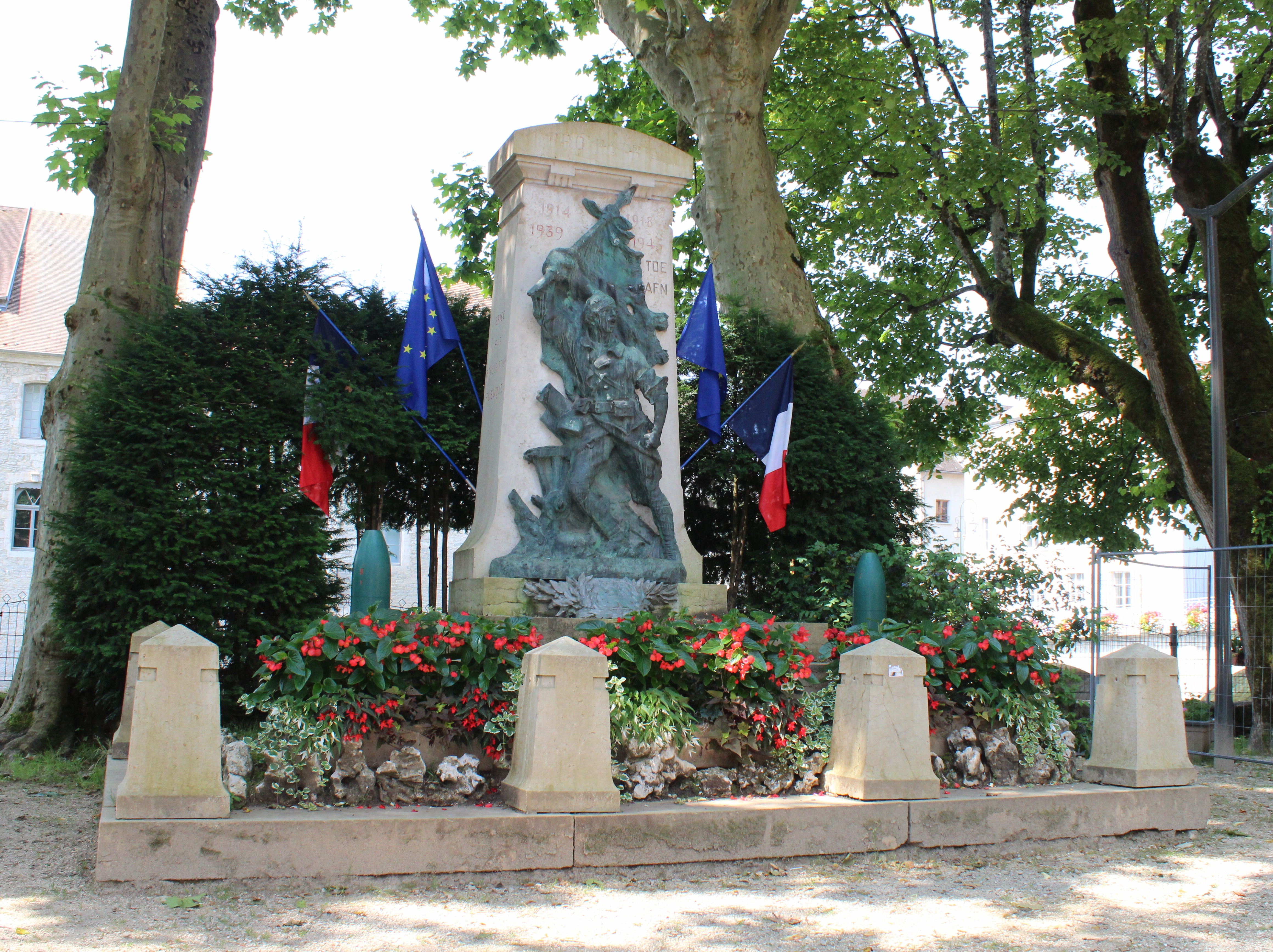
Le monument aux morts.

### Patrimoine environnemental
Le patrimoine environnemental d’Ornans, nichée dans la vallée de la Loue au cœur du massif du Jura dans le Doubs, est un atout majeur de la commune, surnommée « petite Venise comtoise ». Les paysages naturels, marqués par des rivières, des cascades, des falaises, et des belvédères, ont inspiré de nombreuses œuvres de Gustave Courbet et attirent aujourd’hui randonneurs, artistes, et touristes. Ces sites, protégés pour leur valeur écologique et esthétique, sont accessibles via de nombreux chemins de randonnée partant du centre-ville, gérés par la Communauté de communes Loue-Lison.
La Loue, rivière emblématique traversant Ornans, façonne le paysage de la commune avec sa reculée, une vallée encaissée typique du Jura, formée par l’érosion karstique. Ce site, classé pour sa beauté géologique et sa biodiversité, abrite une faune et une flore variées, notamment des truites prisées pour la pêche à la mouche. La Loue, bordée de maisons aux façades pittoresques, est un élément central de l’identité d’Ornans, immortalisée dans les tableaux de Courbet comme La Vallée de la Loue par temps d’orage.
La via ferrata de la Roche du Mont, aménagée sur les falaises calcaires dominant Ornans, offre un parcours sécurisé pour les amateurs d’escalade et de randonnée verticale. Ce site, accessible aux débutants comme aux grimpeurs confirmés, propose des vues spectaculaires sur la vallée de la Loue et attire des milliers de visiteurs chaque année. Gérée par la commune, elle est intégrée aux circuits de tourisme sportif, en lien avec la base de loisirs Syratu.
La vallée de la Brême, affluent de la Loue, est un site classé pour sa beauté sauvage et sa richesse écologique. Située à Bonnevaux, intégrée à Ornans depuis 2016, cette vallée encaissée, bordée de falaises et de forêts, était un lieu de prédilection de Gustave Courbet, qui y peignit plusieurs de ses paysages. Des sentiers balisés permettent d’explorer ce site, prisé pour la randonnée et l’observation de la faune.
Les ruisseaux affluents de la Loue, tels que la Peusse, la Bonneille, et le ruisseau de Chauveroche, alimentent de pittoresques cascades. Parmi elles, la cascade de la Peusse, le saut de la Bonneille à Flagey, et le saut du Gerbier se distinguent par leur beauté naturelle. Ces sites, accessibles via des chemins de randonnée, sont protégés pour leur écosystème fragile et attirent les amateurs de photographie et de nature. La cascade de la Peusse, avec ses eaux limpides, est particulièrement prisée pour sa proximité avec le centre-ville.
Grâce à sa situation dans la reculée de la Loue, Ornans offre de nombreux belvédères offrant des panoramas exceptionnels sur la ville, la vallée de la Loue, et celle de la Brême. Parmi les plus remarquables figurent le belvédère du château, situé près des ruines du château d'Ornans, la Roche du Mont, la Roche Bottine, le rocher d’Ully, et le saut du Chevalier. Ces points de vue, accessibles par des sentiers balisés, sont des lieux privilégiés pour les randonneurs et les artistes, inspirés par les paysages qui ont marqué l’œuvre de Courbet.

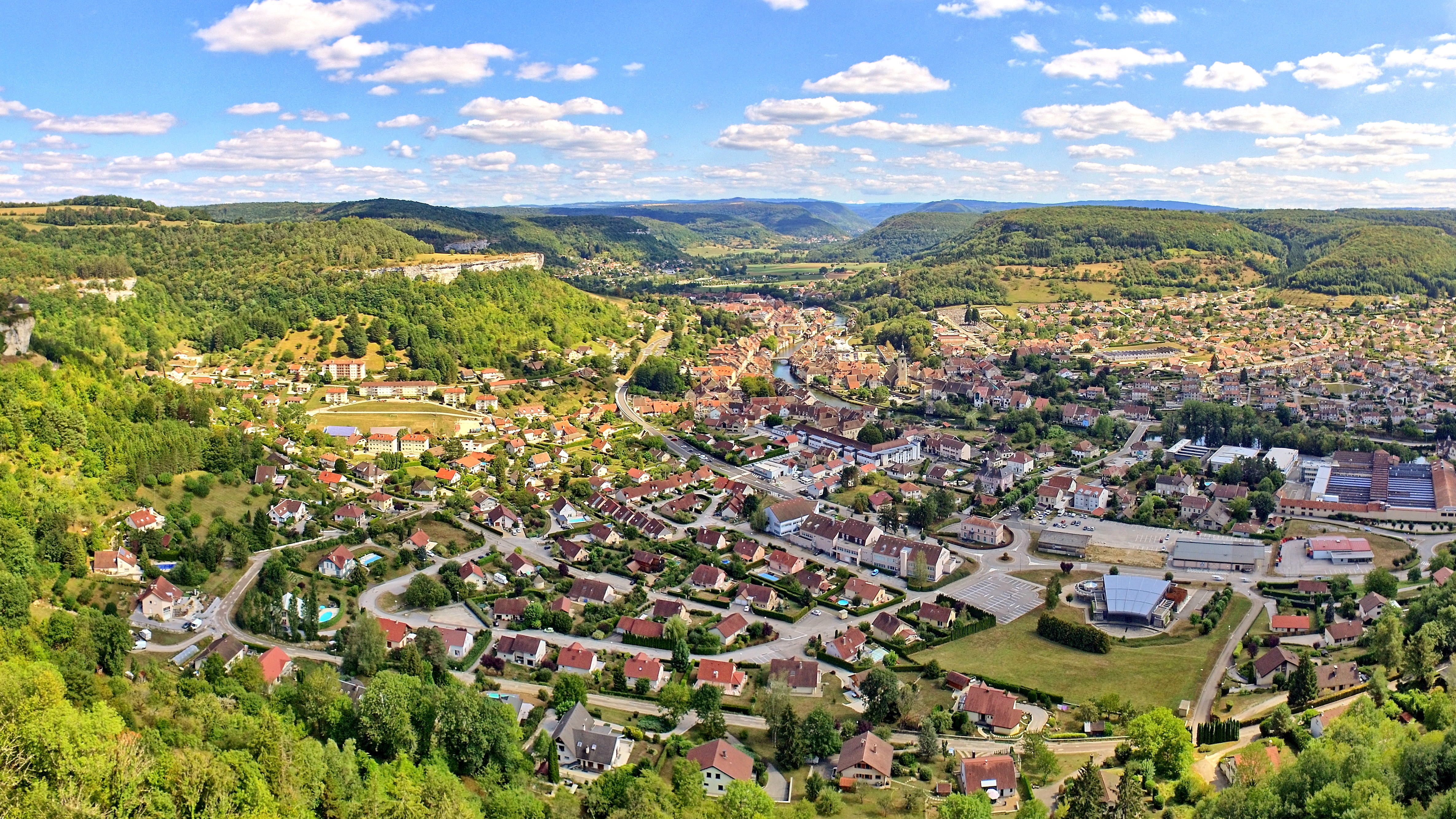
La ville dans la reculée de la Loue.
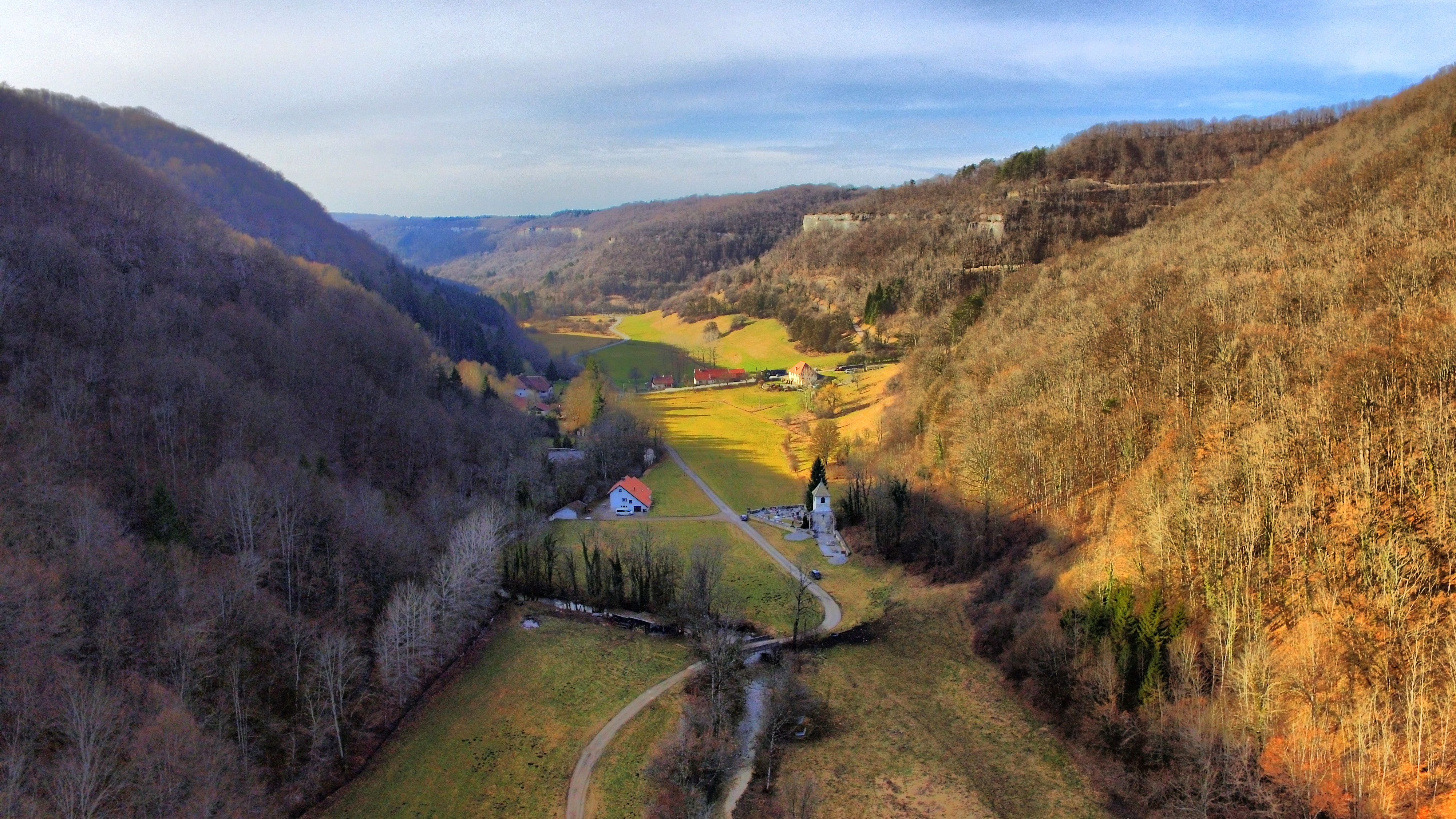
La vallée de la Brême à Bonnevaux.
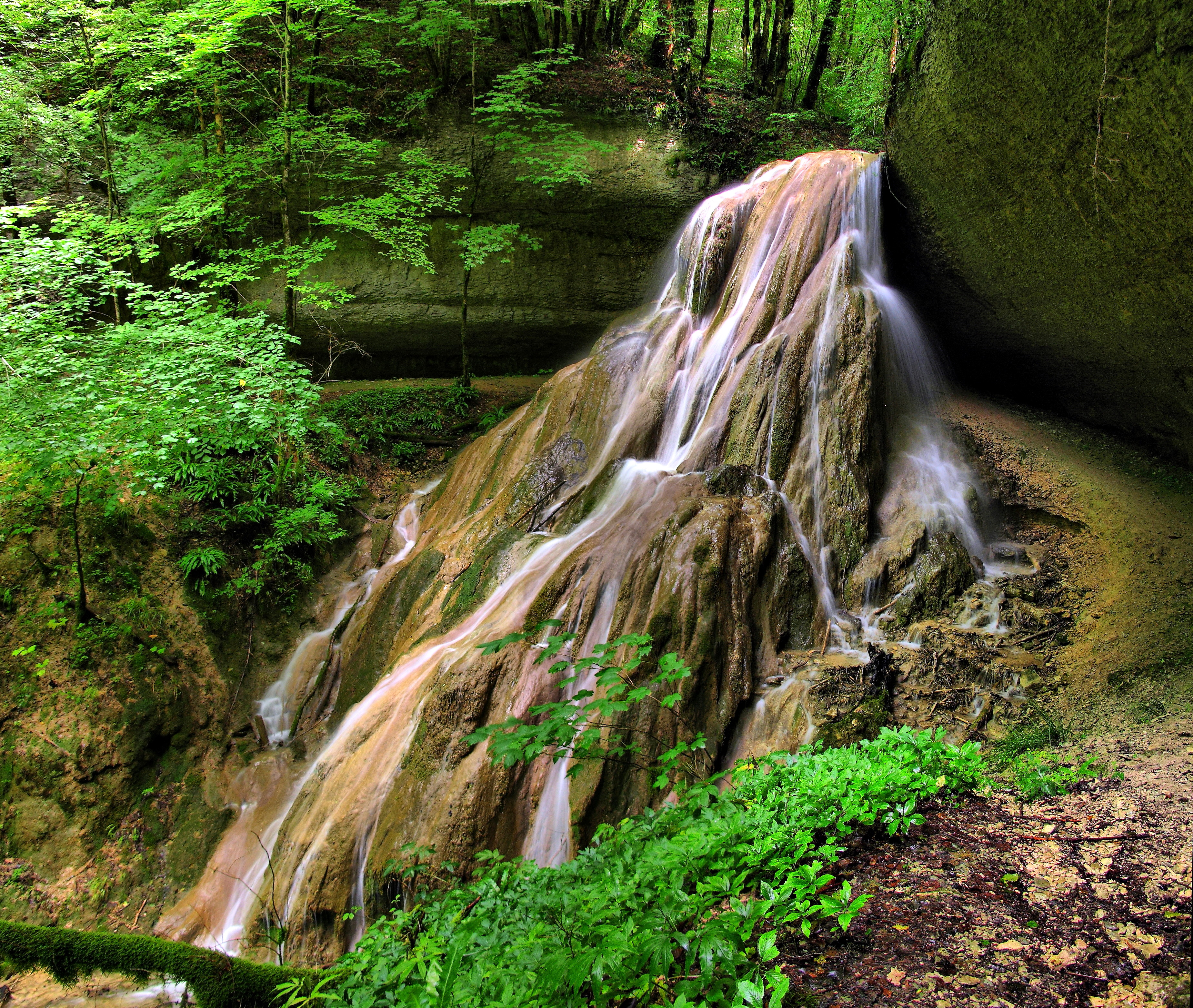
Cascade amont de la Peusse.
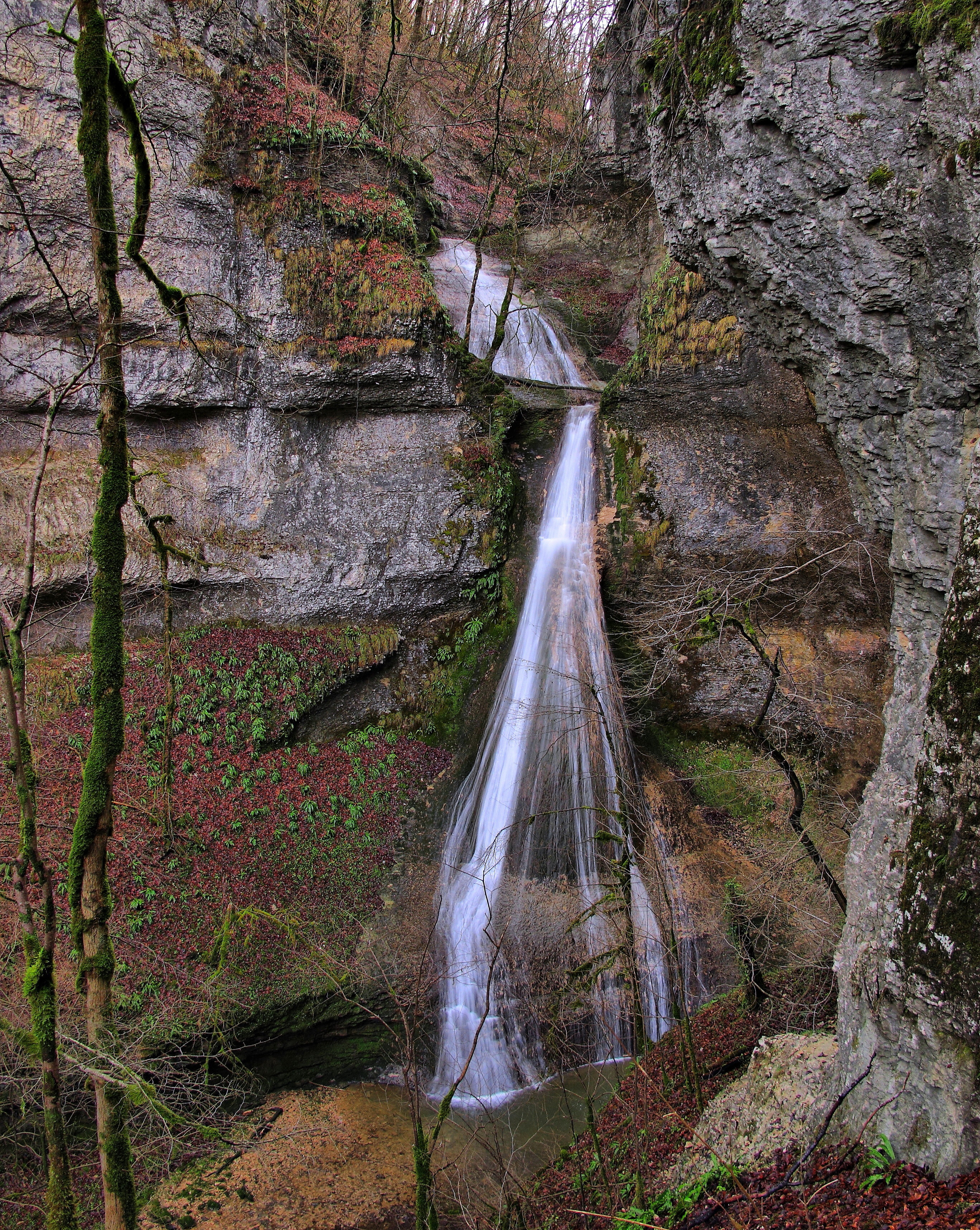
Le saut de la Bonneille.
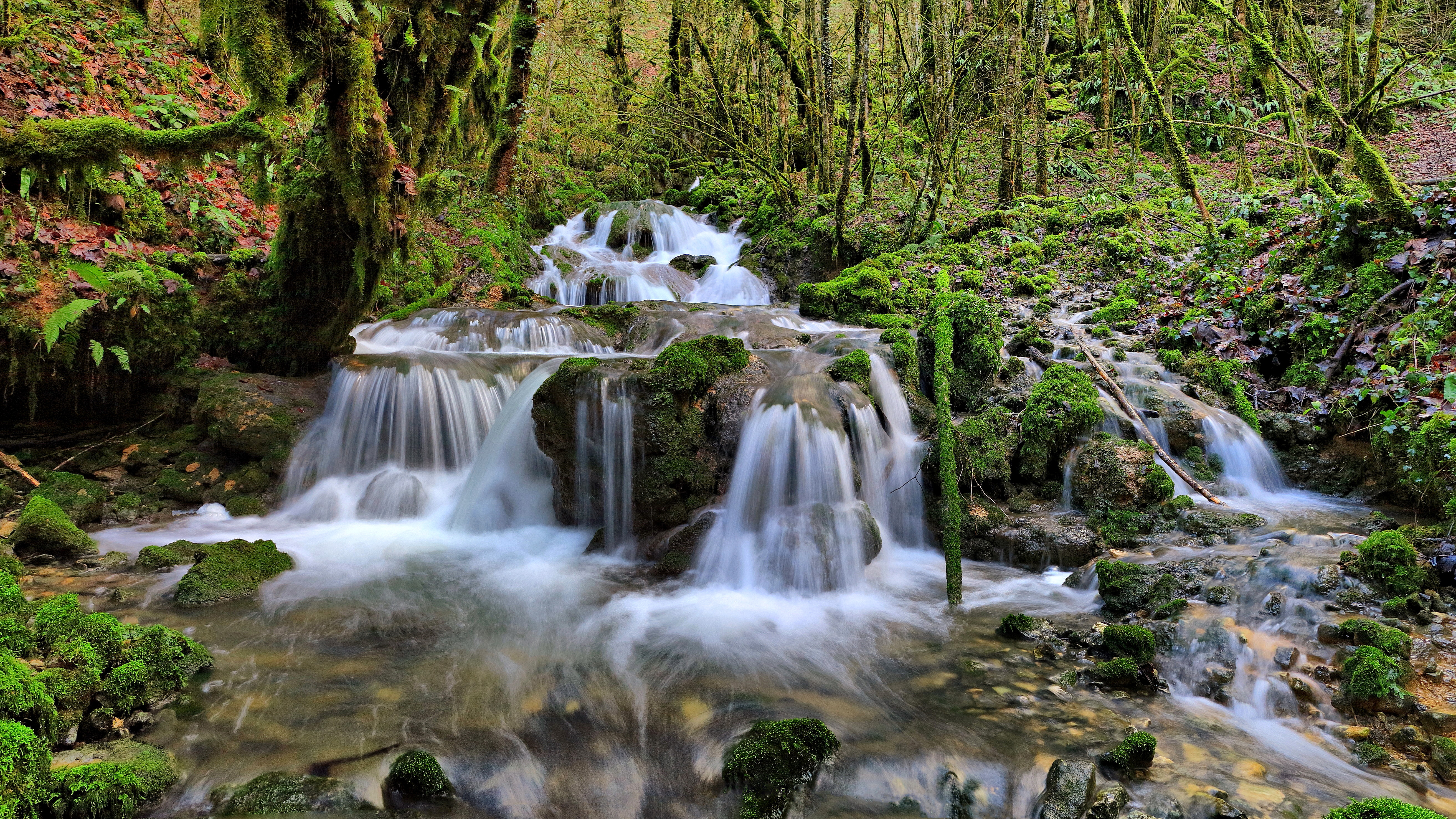
Cascadelles sur le ruisseau de Chauveroche.

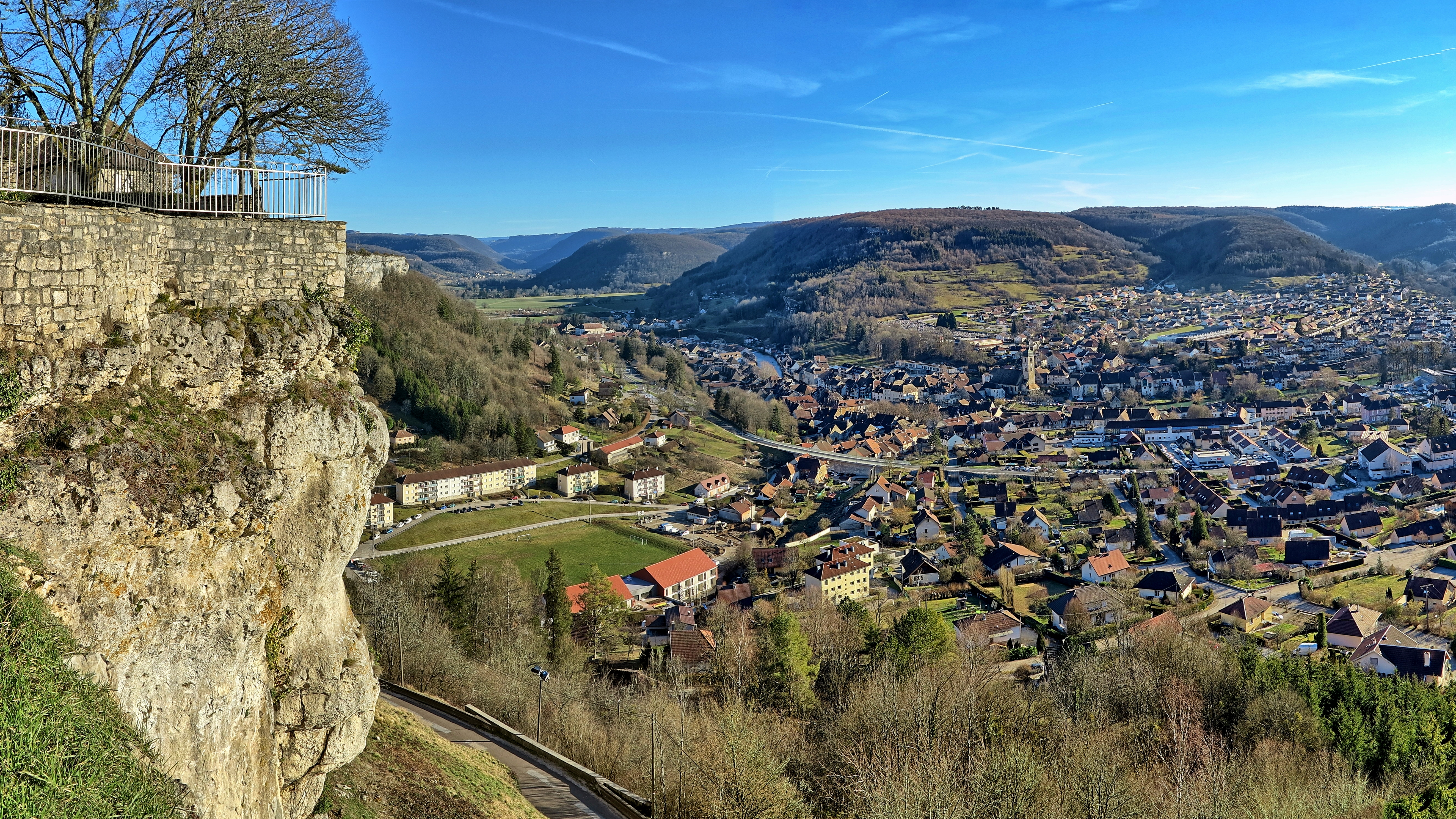
Panorama depuis le belvédère du château.
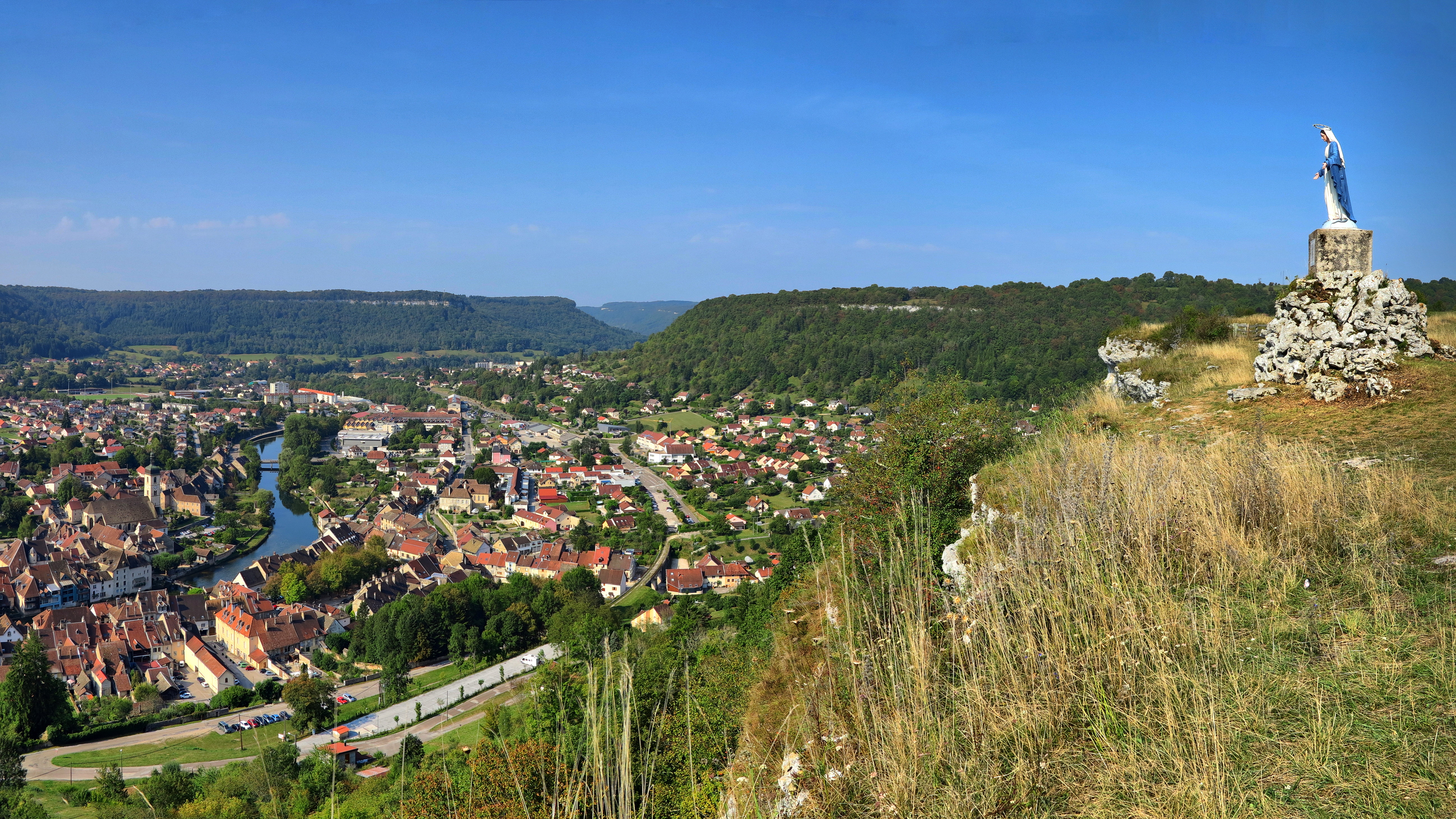
Panorama sur la ville depuis la Roche du Mont.
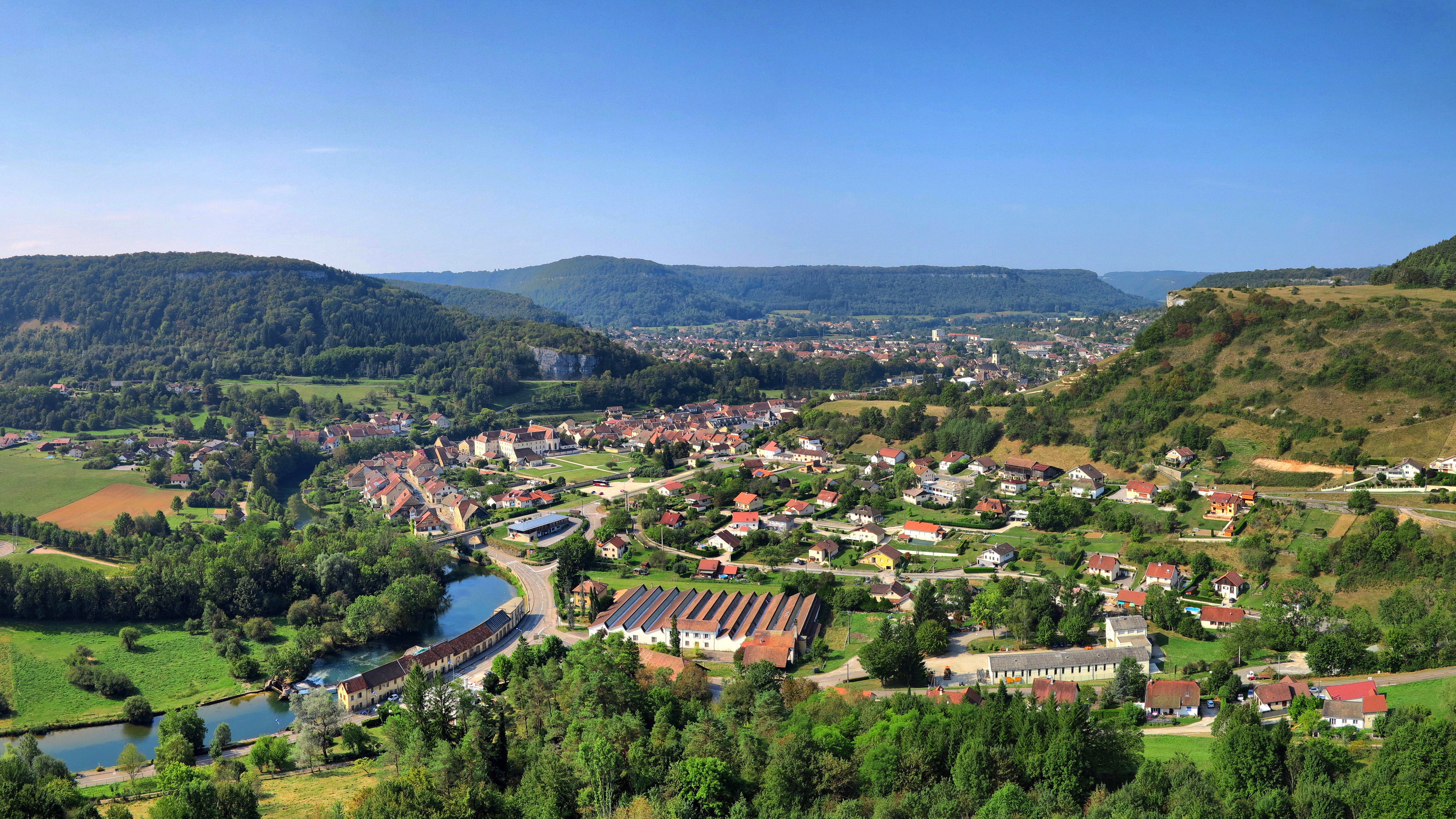
Panorama depuis la Roche Bottine.
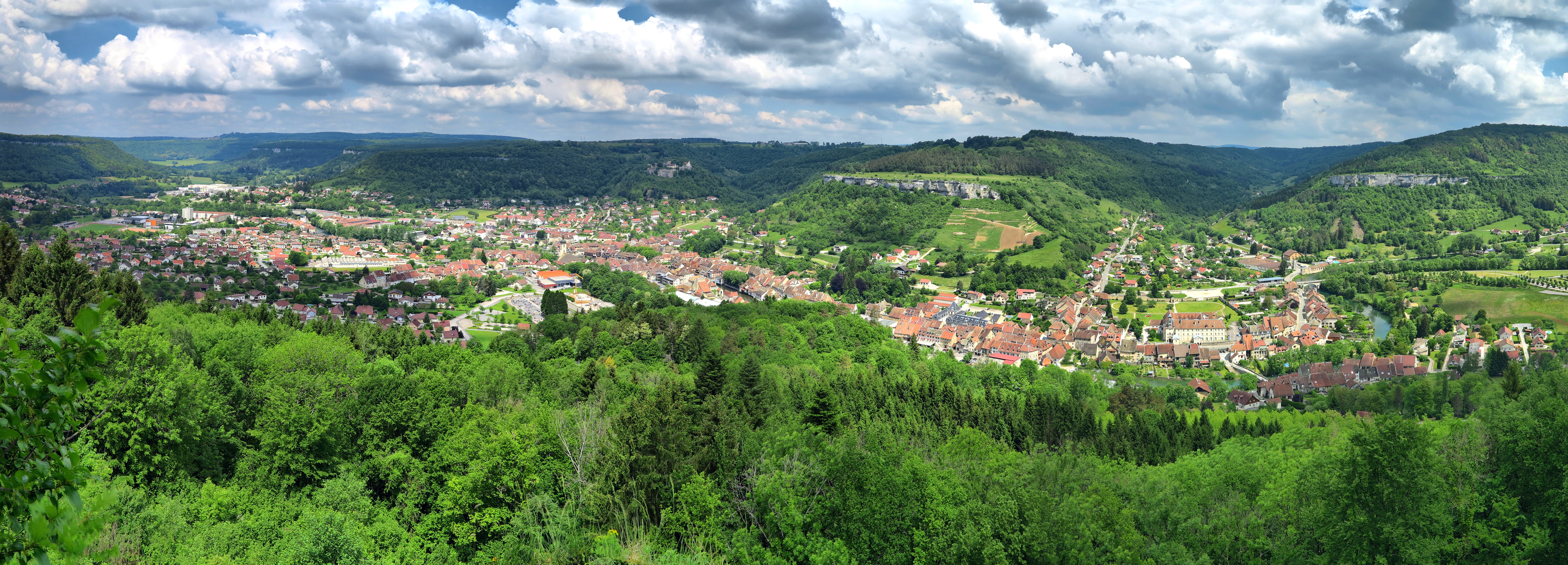
Panorama depuis le rocher d'Ully.
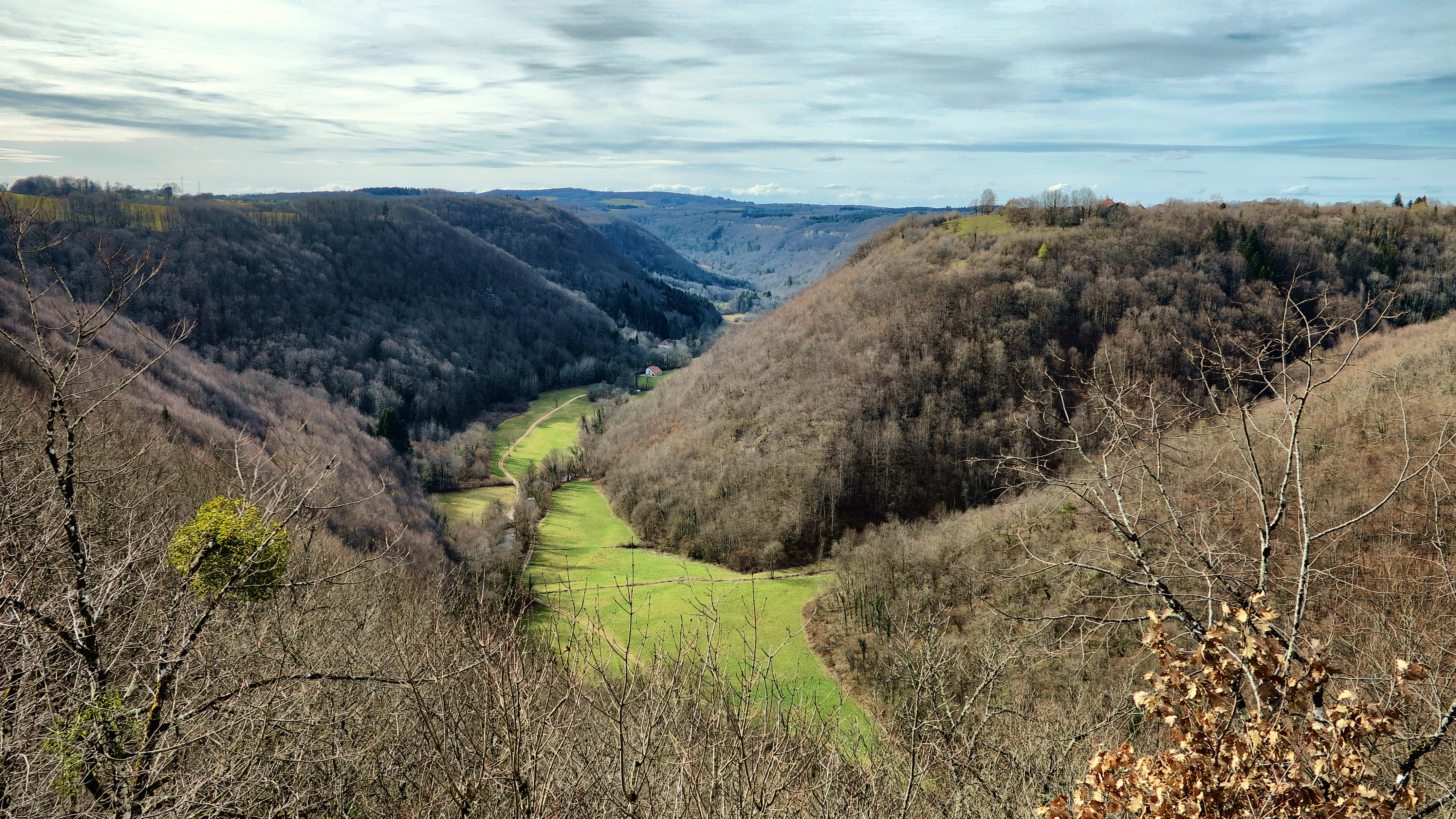
La vallée de la Brême depuis le saut du chevalier.

## Équipements culturels

### Musées
La commune d’Ornans, située dans la vallée de la Loue au cœur du Doubs, est un centre culturel majeur de la Franche-Comté, en grande partie grâce à son lien avec le peintre Gustave Courbet. Ses musées, ancrés dans le patrimoine local, mettent en valeur l’art, les traditions, et l’environnement naturel de la région, attirant visiteurs et chercheurs du monde entier. Ces institutions, soutenues par la Communauté de communes Loue-Lison, renforcent l’identité d’Ornans, surnommée « petite Venise comtoise ».
L’Institut Courbet, créé en 1994, est une institution dédiée à la recherche et à la promotion de l’œuvre de Gustave Courbet, figure emblématique du réalisme. Situé à Ornans, l’institut organise des expositions temporaires, des conférences, et des publications scientifiques sur le peintre et son époque. Il collabore étroitement avec le musée Courbet pour enrichir les collections et soutenir les études sur l’art du XIXe siècle siècle,. L’institut joue également un rôle dans la coordination des événements culturels, comme les Journées Courbet, qui attirent les amateurs d’art dans la vallée de la Loue.
Le Musée Courbet, installé dans l’Hôtel Hébert, maison natale de Gustave Courbet (1819) au 5 rue de la Froidière, est le principal musée d’Ornans. Rénové en 2011, il présente une collection permanente de tableaux de Courbet, dont des paysages de la Loue et des œuvres sociales comme Un enterrement à Ornans (esquisses). Partiellement inscrit monument historique en 1982, l’édifice mêle architecture Renaissance et éléments du XVIIIe siècle siècle. Le musée propose des expositions temporaires, des ateliers pédagogiques, et des visites guidées reliant l’œuvre de Courbet aux paysages environnants, notamment la reculée de la Loue,. Il attire environ 30 000 visiteurs par an, renforçant l’attractivité culturale d’Ornans.
Le Musée du Costume et des Traditions comtoises, situé dans la chapelle du couvent des Minimes (XVIIe siècle siècle), inscrit monument historique en 1981, met en valeur le patrimoine artisanal et culturel de la Franche-Comté. Ce musée expose des costumes traditionnels, des outils agricoles, et des objets du quotidien, illustrant la vie rurale comtoise des XVIIIe siècle et XIXe siècle siècles. Des ateliers interactifs et des expositions temporaires, souvent en lien avec les fêtes locales, permettent de découvrir les savoir-faire régionaux, comme la broderie et la vannerie.
La Maison Nationale de l’Eau et de la Pêche, dédiée à la pêche, est un musée unique en son genre, axé sur l’écosystème aquatique de la Loue, rivière renommée pour la pêche à la mouche. Situé près du centre-ville, ce musée explore l’histoire de la pêche en Franche-Comté, les techniques traditionnelles, et la biodiversité des rivières jurassiennes. Des aquariums, des maquettes, et des animations pédagogiques sensibilisent les visiteurs à la préservation des milieux aquatiques. Le musée collabore avec des associations locales pour promouvoir des pratiques de pêche durable, en lien avec les actions de l’Agence régionale de santé pour la qualité des eaux.

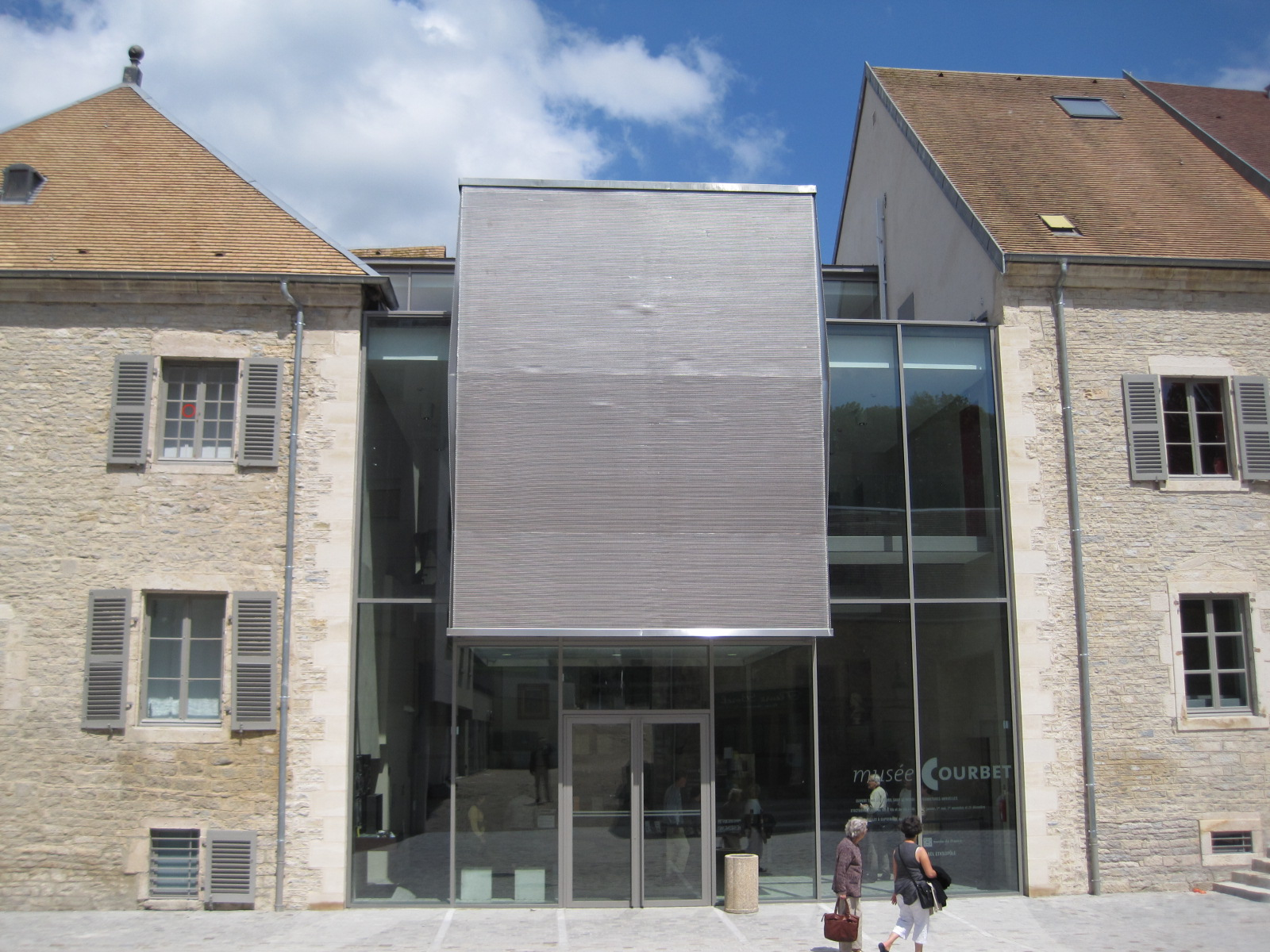
Musée Courbet.
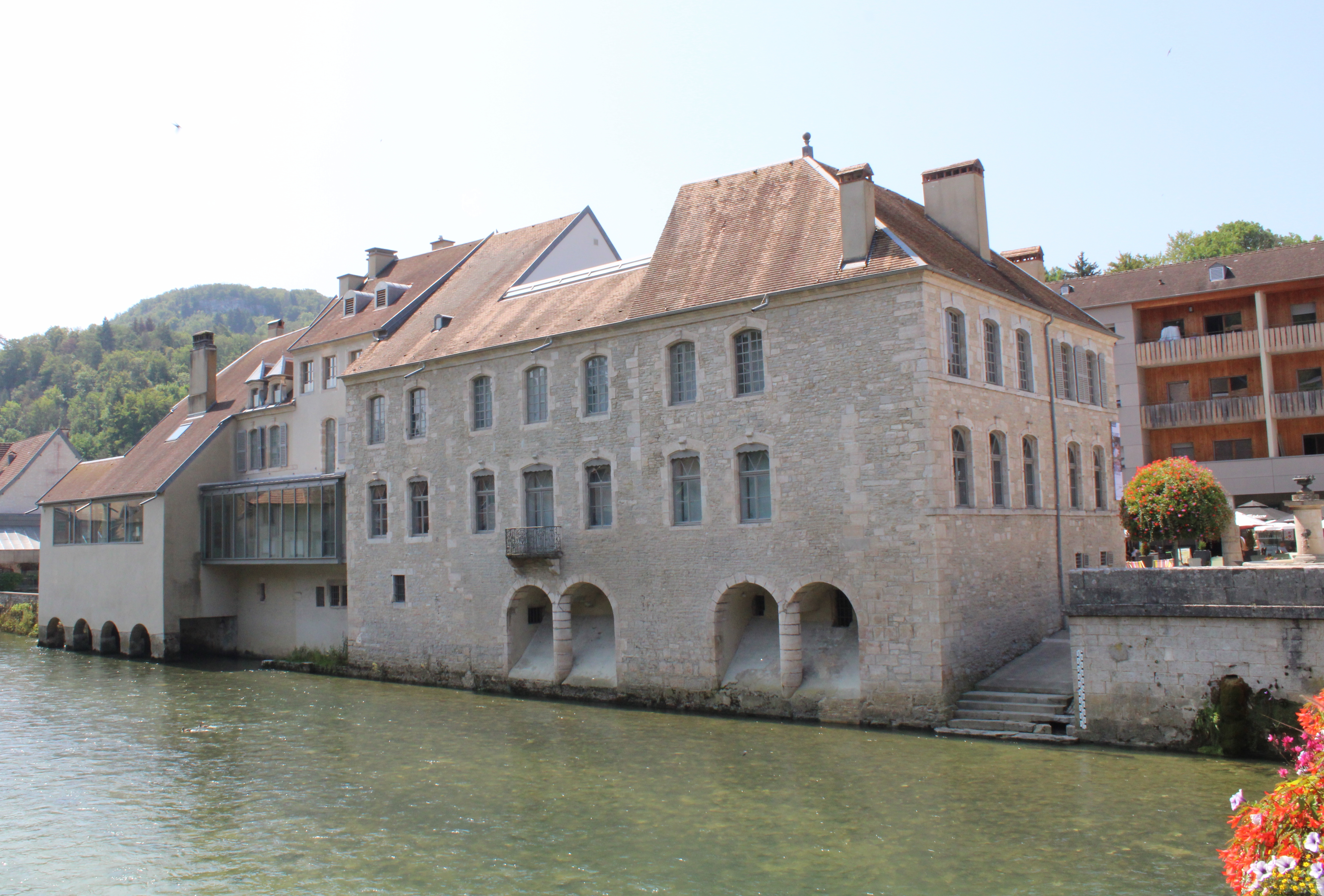
Le musée Courbet vu du côté de La Loue.

### Cinéma
Le Cinéma Eldorado, situé au centre-ville d’Ornans, est une salle de projection à taille humaine qui propose une programmation variée, incluant des films grand public, des œuvres d’art et d’essai, et des documentaires. Ouvert dans les années 1970, ce cinéma a été modernisé en 2015 pour intégrer des équipements numériques et offrir une meilleure expérience aux spectateurs. Avec une capacité d’environ 150 places, il accueille des projections régulières ainsi que des événements spéciaux, tels que des avant-premières, des séances pour enfants, et des festivals de cinéma régionaux.
Le Cinéma Eldorado joue un rôle clé dans l’animation culturelle d’Ornans, en proposant des cycles thématiques, notamment autour de l’environnement et du patrimoine, en lien avec la reculée de la Loue et la Maison Nationale de l’Eau et de la Pêche. Des projections en plein air sont organisées l’été près de la Loue, attirant habitants et touristes. Le cinéma collabore également avec le Musée Courbet pour des projections de documentaires sur l’art et la vie de Gustave Courbet, renforçant l’identité culturelle de la commune.

### Événements

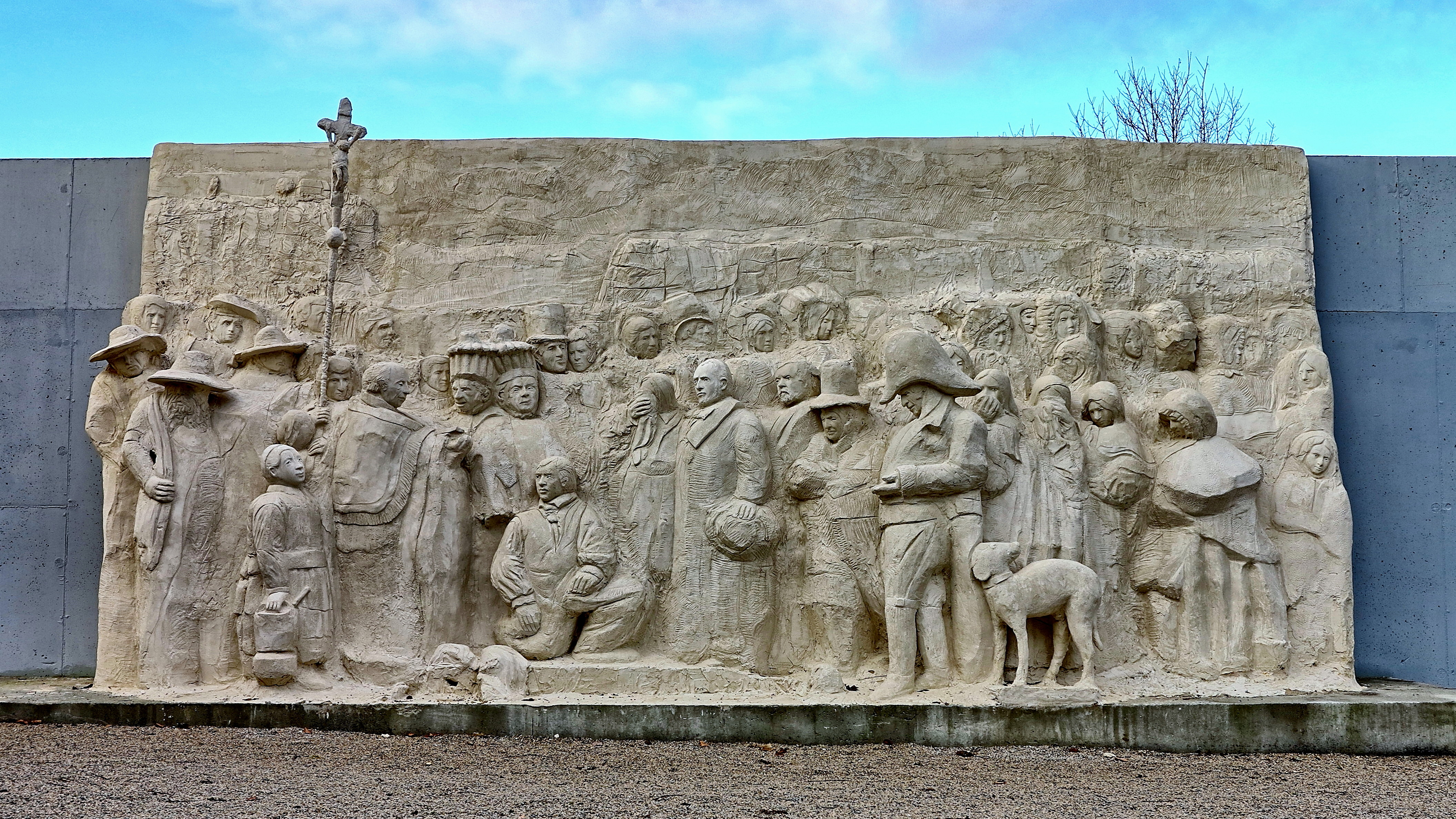
Fresque de Gustave Lafond en hommage à Gustave Courbet.

La commune d’Ornans, située dans la vallée de la Loue au cœur du Doubs, est un centre culturel dynamique, connu pour son lien avec Gustave Courbet et son surnom de « petite Venise comtoise ». Les événements organisés à Ornans, soutenus par la Communauté de communes Loue-Lison, célèbrent son patrimoine artistique, naturel, et historique, attirant habitants et touristes tout au long de l’année.
Depuis 2010, Ornans organise le festival amérindien pow-wow Danse avec la Loue, un événement unique en Europe. Ce festival, tenu chaque été, célèbre les cultures amérindiennes à travers des danses traditionnelles, des démonstrations artisanales, et des spectacles musicaux, en s’inspirant des pow-wow nord-américains. Installé le long de la Loue, il attire des artistes internationaux et des visiteurs curieux de découvrir cet échange culturel insolite dans le cadre pittoresque de la vallée. Des ateliers pédagogiques sur les traditions amérindiennes sont également proposés, en lien avec le Musée du Costume et des Traditions comtoises, renforçant l’aspect éducatif de l’événement.
Le 1er juin 2019, à l’occasion du bicentenaire de la naissance de Gustave Courbet, la mairie d’Ornans a inauguré un cheminement Courbet, reliant le Musée Courbet au cimetière où repose le peintre. Ce parcours pédestre, agrémenté de panneaux explicatifs, permet aux visiteurs de découvrir les lieux qui ont inspiré l’œuvre de Courbet. Deux haltes marquent le trajet :
- Un espace dédié à Gaston Delestre, expert et collectionneur parisien ayant contribué à la reconnaissance de Courbet. Cet espace présente des reproductions de documents et d’œuvres liés à ses collections[157].
- Une sculpture monumentale de Gustave Lafond, intitulée Hommage à Courbet, réinterprétant Un enterrement à Ornans. Inaugurée en 2019, cette fresque en pierre (7 mètres de long, 1,68 mètre de haut, 1,50 mètre d’épaisseur, pesant 7 tonnes) est une œuvre contemporaine majeure visible le long du cheminement[158],[159].

Ornans accueille également d’autres manifestations culturelles et sportives qui valorisent son patrimoine :
- Le Trail de la Loue, organisé chaque printemps, propose des parcours de trail et de randonnée à travers la reculée de la Loue et la vallée de la Brême, attirant coureurs régionaux et nationaux[70].
- Les Journées Courbet, tenues annuellement en septembre, combinent conférences, expositions, et projections au Cinéma Eldorado sur l’œuvre et la vie de Gustave Courbet, en partenariat avec l’Institut Courbet[160].
- La Fête de la Saint-Laurent, célébrée le 10 août autour de l’église Saint-Laurent, inclut des cérémonies religieuses, des concerts de musique sacrée, et des animations populaires, renforçant le lien communautaire[161].

### Personnalités liées à la commune
La commune d’Ornans a vu naître ou a été marquée par de nombreuses figures historiques et culturelles qui ont contribué à son rayonnement en Franche-Comté et au-delà. De l’époque médiévale à l’ère moderne, ces personnalités, issues de domaines variés comme la politique, les sciences, l’art et la religion, ont laissé une empreinte durable, renforçant l’identité de la « petite Venise comtoise ».
Le tableau suivant recense les principales personnalités liées à Ornans, avec leurs contributions et périodes d’activité :
| Nom                                           | Dates                           | Activité                                  | Lien avec Ornans |
| --------------------------------------------- | ------------------------------- | ----------------------------------------- | --- |
| Othon IV de Bourgogne                         | 1248 – 1303                     | Comte palatin de Bourgogne                | Né à Ornans, il fit construire le château d'Ornans en 1289, jouant un rôle clé dans l’histoire médiévale comtoise.                      |
| Claude Clément                                | 1594 – 1642 (?)                 | Jésuite, littérateur                      | Né à Ornans, il contribua à la littérature religieuse et à l’enseignement jésuite en Europe.                                            |
| Nicolas Perrenot de Granvelle                 | 1486 – 1550                     | Homme d’État, chancelier de Charles Quint | Né à Ornans, il fut un conseiller influent de l’empereur et père du cardinal Antoine Perrenot de Granvelle.                             |
| Étienne de Grospain                           | v. 1490 – 1556                  | Militaire comtois                         | Né à Ornans, propriétaire de l’Hôtel de Grospain, il servit dans les armées comtoises sous l’Empire.                                    |
| Pierre Vernier                                | v. 1580 – 1638                  | Ingénieur militaire, mathématicien        | Né à Ornans, inventeur du vernier, instrument de mesure de précision utilisé dans les sciences et l’ingénierie.                         |
| Claude Richard                                | 1589 – 1664                     | Mathématicien                             | Né à Ornans, il contribua aux mathématiques appliquées, notamment dans les domaines de la géométrie.                                    |
| Roland de Montrichard                         | 1590 – 1641                     | Militaire comtois                         | Engagé dans la guerre de Dix Ans, il fut assassiné près des halles d’Ornans.                                                            |
| Henry de Champagne                            | v. 1600 – 1662                  | Gouverneur                                | Gouverneur d’Ornans et de son château de 1648 à 1662, probablement mort à Ornans.                                                       |
| Pierre Clément                                | 1646 – 1719                     | Évêque de Périgueux                       | Né à Ornans, il servit comme évêque de Périgueux de 1702 à 1719.                                                                        |
| Claude-François-Xavier Millot                 | 1726 – 1785                     | Homme d’Église, historien                 | Né à Ornans, il est connu pour ses travaux historiques sur la France et l’Europe.                                                       |
| Clément Joseph Tissot                         | 1747 – 1826                     | Médecin militaire                         | Né à Ornans, il servit comme médecin dans les armées napoléoniennes.                                                                    |
| Claude-Joseph-Judith-François-Xavier de Sagey | 1759 – 1846                     | Prélat                                    | Né à Ornans, il occupa des fonctions ecclésiastiques importantes à Paris.                                                               |
| Gustave Courbet                               | 10 juin 1819 – 31 décembre 1877 | Peintre réaliste                          | Né à Ornans, chef de file du réalisme, il peignit des œuvres majeures comme Un enterrement à Ornans et participa à la Commune de Paris. |
| Robert Fernier                                | 1895 – 1977                     | Peintre, écrivain                         | Fondateur du Musée Courbet à Ornans, il contribua à la valorisation de l’héritage de Courbet.                                           |

Les personnalités liées à Ornans ont marqué l’histoire régionale et nationale, de l’administration comtoise avec Nicolas Perrenot de Granvelle à l’innovation scientifique avec Pierre Vernier, en passant par l’art avec Gustave Courbet. Leur héritage est valorisé à travers des lieux comme le Musée Courbet, l’Hôtel de Grospain, ou le cheminement Courbet, ainsi que lors d’événements comme les Journées Courbet et la Fête de la Saint-Laurent. La commune, en partenariat avec la Communauté de communes Loue-Lison, met en avant ces figures via des plaques commémoratives, des expositions, et des circuits touristiques, renforçant l’attractivité culturelle d’Ornans.

### Ornans dans les arts
La commune d’Ornans, nichée dans la vallée de la Loue au cœur du Doubs, surnommée « petite Venise comtoise », est une source d’inspiration majeure pour les arts, notamment grâce à son lien avec le peintre Gustave Courbet, figure emblématique du réalisme. Les paysages pittoresques de la reculée de la Loue, ses ponts, et ses maisons au bord de l’eau ont attiré artistes et cinéastes, faisant d’Ornans un décor privilégié pour la peinture, le cinéma, et d’autres formes d’expression artistique.
Gustave Courbet, né à Ornans en 10 juin 1819, a immortalisé sa ville natale à travers des œuvres majeures du XIXe siècle siècle, marquant l’histoire de l’art par son approche réaliste. Son tableau le plus célèbre, Un enterrement à Ornans (1849), exposé au Musée d'Orsay, dépeint une scène funéraire dans le cimetière d’Ornans avec une monumentalité sans précédent, défiant les conventions académiques de l’époque. D’autres œuvres, comme Une après-dinée à Ornans (1849), qui capture l’intimité d’une scène domestique, et La Roche de Dix Heures (1855), un paysage dramatique de la vallée de la Loue, reflètent l’attachement de Courbet à sa région. Ces tableaux, souvent exposés ou étudiés au Musée Courbet, mettent en lumière les paysages et la vie quotidienne d’Ornans, contribuant à son identité culturelle. Le cheminement Courbet, inauguré en 2019, permet aux visiteurs de retracer les lieux ayant inspiré ces œuvres.

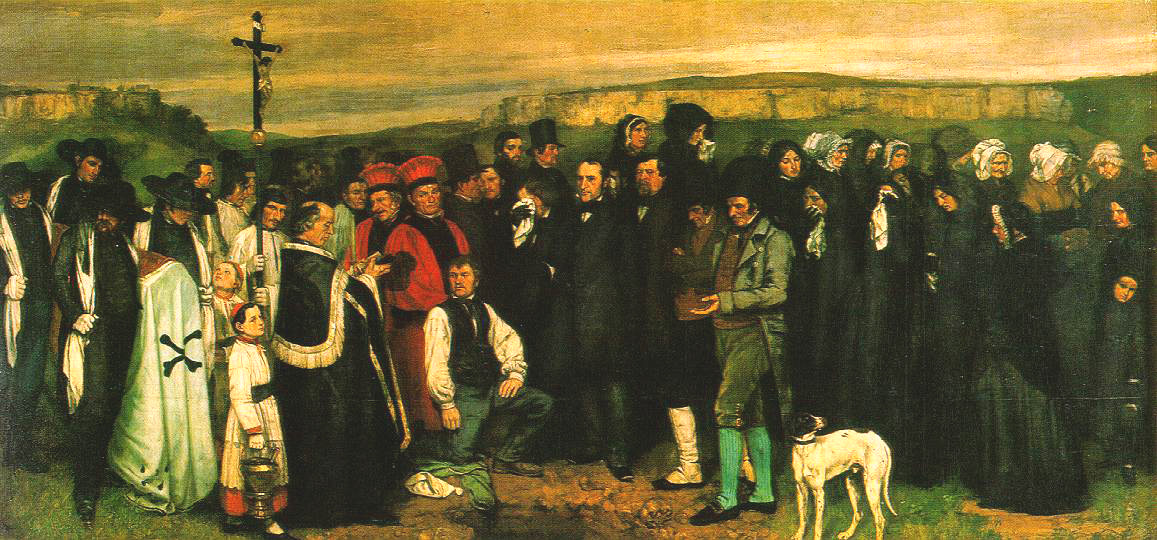
Un enterrement à Ornans (1849), par Gustave Courbet.
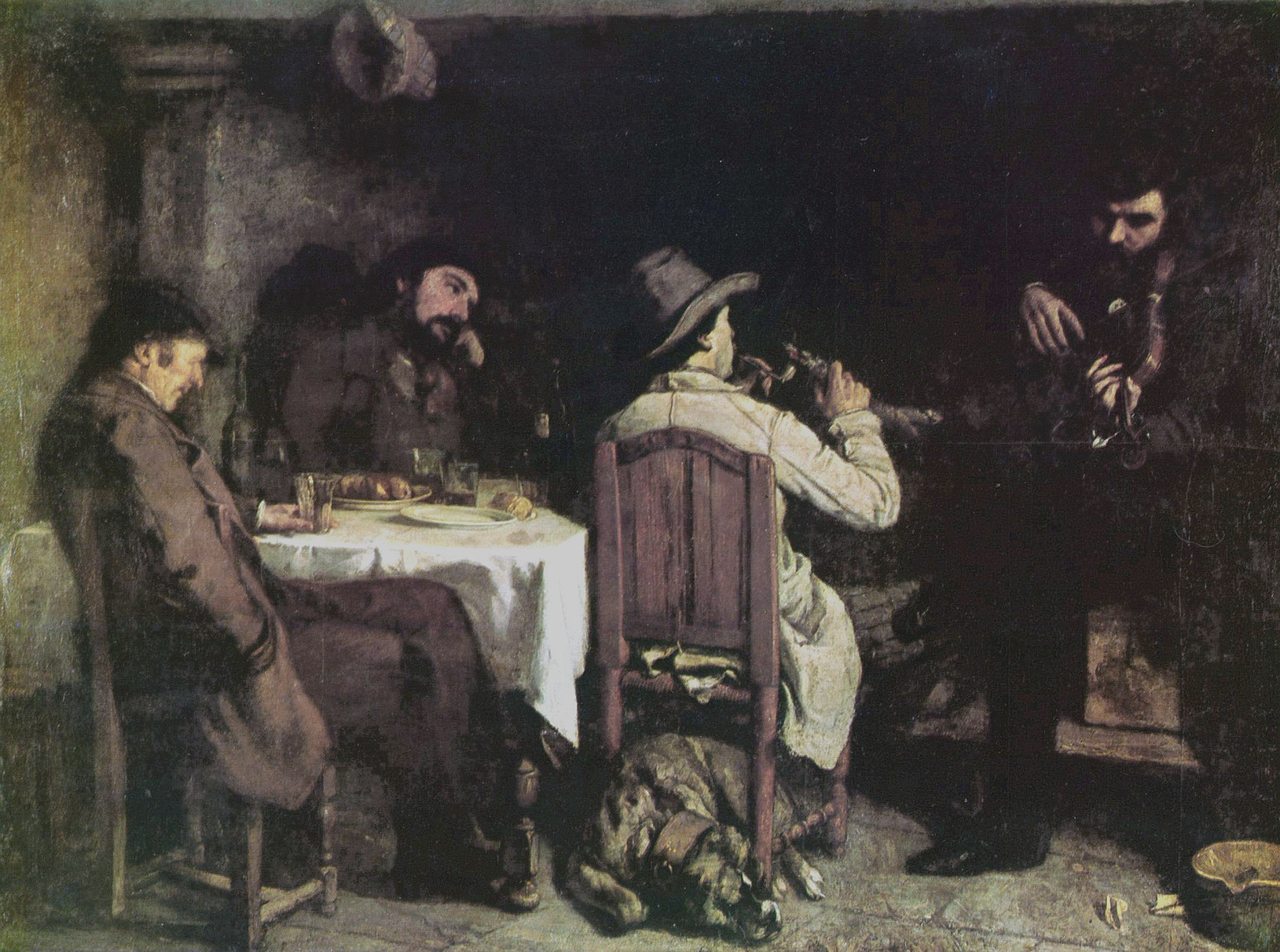
Une après-dinée à Ornans (1849), par Gustave Courbet.
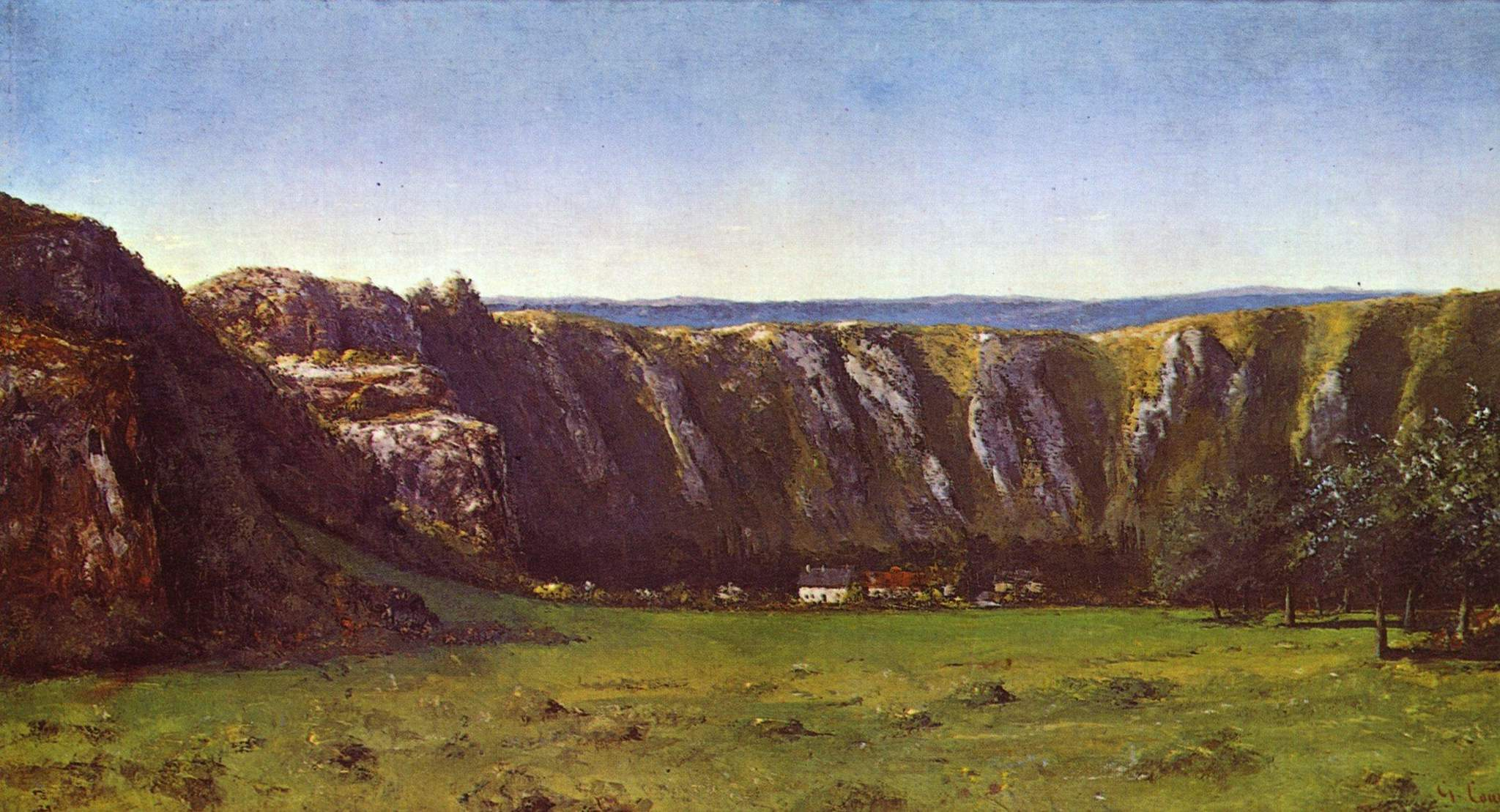
La Roche de Dix Heures (1855), par Gustave Courbet.

Au-delà de Courbet et du cinéma, Ornans inspire d’autres formes d’art. La fresque monumentale de Gustave Lafond, inaugurée en 2019 pour le bicentenaire de Courbet, réinterprète Un enterrement à Ornans le long du cheminement Courbet, mêlant art contemporain et hommage local. Les photographes contemporains, attirés par les cascades de la Peusse et les belvédères comme la Roche du Mont, capturent régulièrement les paysages d’Ornans, tandis que des écrivains régionaux, comme Robert Fernier, ont décrit la commune dans leurs œuvres littéraires. Le festival amérindien pow-wow Danse avec la Loue intègre également des performances artistiques, comme des danses et des créations artisanales, dans le décor naturel de la Loue.

### Héraldique
| Blason de Ornans | Blason  | De gueules à la tour d'argent, maçonnée de sable; au chef d'azur semé de billettes d'or au lion issant du même, brochant. |
| Blason de Ornans | Détails | Le statut officiel du blason reste à déterminer.                                                                          |